# Вівся (Тернопільський район)
Ві́вся — село в Україні, у Козівській селищній громаді Тернопільського району Тернопільської області. Адміністративний центр колишньої Вівсянської сільської ради. Площа — 0,22 кв. км. Населення — 791 особа (2021). До 19 липня 2020 р. належало до Козівського району.
З центром селищної громади село сполучене автодорогою номер С200803.
Вперше згадується 1779 року у складі монархії Габсбургів; за іншими даними — 1785 року. У селі є греко-католицькі церква (збудована у 1818—1870 рр.) та храм (збудований 1994—2017 рр.) святого архістратига Михаїла. На Вівсі перебували Українські січові стрільці; був заснований осередок ОУН; сотня УПА. Діють дитсадок, школа І–II ступенів, фельдшерський пункт, крамниця, поштовий пункт, бібліотека.

## Походження назви

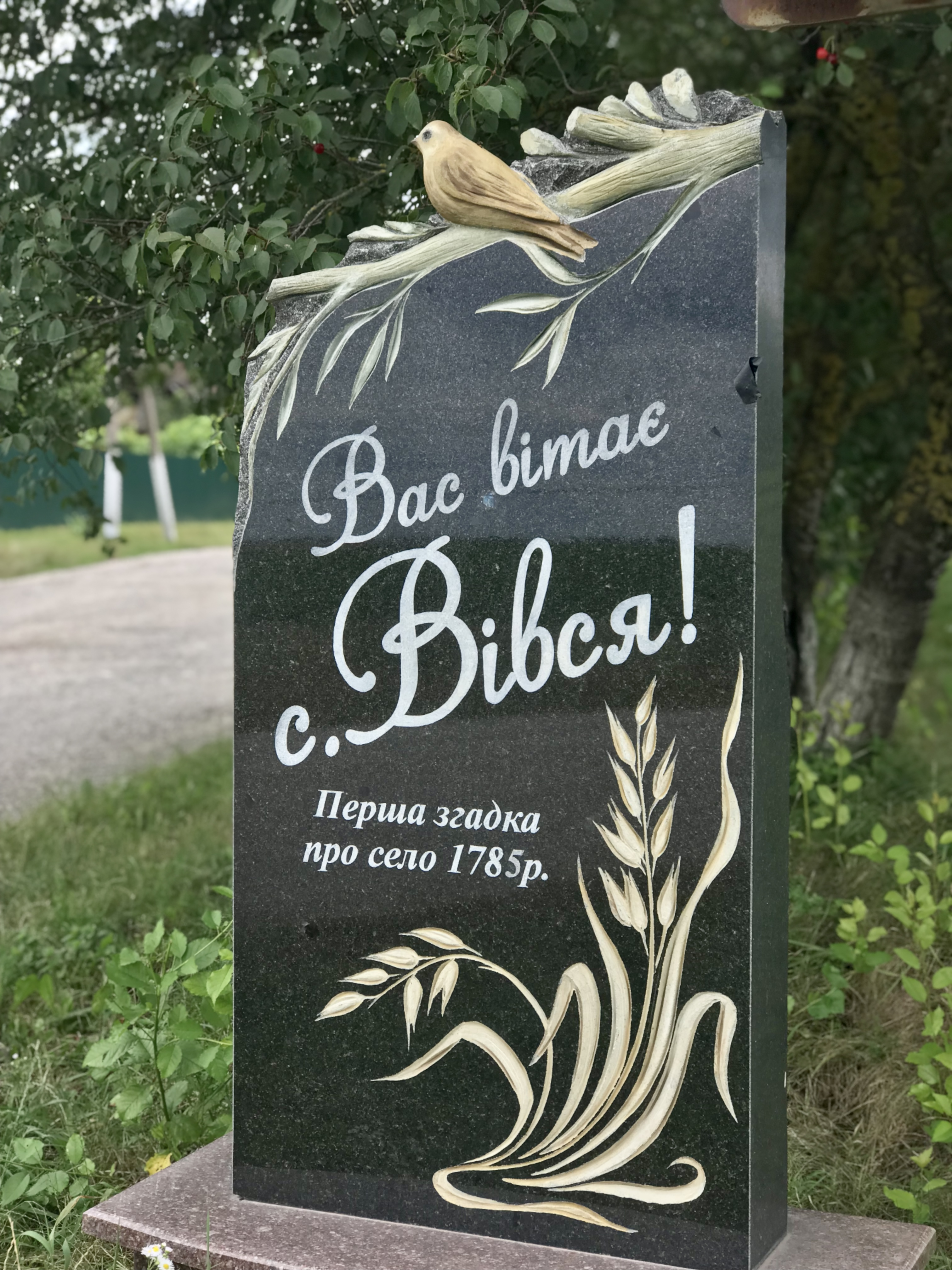
Знак при західному в'їзді в село

Топонім Вівся походить від жіночого імені Осія й від злаку овес (вовес, говес) — «село, яке вирощувало овес», від праслов'янського *ovь̀sъ; або від збірних понять вівсяне поле, вівсяні сходи, вівси; від слова в множині — ві́вса, або також від інших подібних слів — вівсик (зменшено-пестливо); вівсюг — рослина дикого вівса; вівсина — зернина вівса, стебло вівса; вівсисько, вівсище, вівсянище — поле, з якого скосили овес; вівсяник — хліб, корж із вівсяного борошна; вівсяниця — вівсяна солома; вівсянка — борошно або крупа з вівса, вівсяна каша або юшка, вівсяна солома; овесець — стоколос польовий та інших подібних слів. За іншою версією топонім походить від імені власника землі — пана Вівсянського. Виникнення слова також пояснюють за легендою про те, що перших поселенців Вівся щебетанням зустріла пташка вівсянка. Згідно з іншими переказами їх житла згоріли й поселення перемістили північніше, де власне вирощували овес.

## Географія
Вівся — типове подільське село. Географічно розташоване в західній частині Подільської височини на середній висоті 373 м над рівнем моря, у межиріччі Коропця й Тудинки, у південно-східній частині історичного регіону Галичина. Адміністративно — у південно-західній частині Тернопільського району, за 3 км від села Маковисько, за 4,5 км від села Маловоди, за 9 км від Козови та за 48 км від Тернополя. Площа села 0,22 кв. км. У селі три вулиці: Центральна, Нижня (народні назви — Тамтой бік, Зелена), Колонія (народна назва — Кольонія). Вівся має два ставки, котрі в минулому називалися «Панський» і «Господарський». Їх джерело бере початок у криницях і сполучені між собою струмками. Сільські поля в давнині межували зі степом «Пантелиха», котрий тягнувся на південь в сторону села Зарваниці. Село та найближчі навколишні поля лежать на чорноземах опідзолених, чорноземно-лучних осолоділих, темно-сірих опідзолених та темно-сірих опідзолених оглеєних ґрунтах. До 1970-х років із сторони села з джерел на захід текло декілька струмків, котрі впадали до Коропця. Після меліорації земель більшість потічків зникли. На північ від села розташований кар'єр черепашника (народна назва місцевості — Камінь), на північний схід — піщаний кар'єр (Вівсянські ділянки піску на суглинку). Сусідні населені пункти:
Опис навколишньої природи Вівся згадується в польськомовному часописі австрійського періоду «Rozmaitości» від 12 травня 1824 року. Дослідник рослинності Галичини Ернест Віттман (пол. Ernest Dominik Wittman, 1780—1836) описує околиці Вівся та Козови, які розкинулись на захід від річки Стрипа, як:
|  | Пагорби вкриті невеликими лісами, що тягнуться на північ, прикрашаючи околиці різноманітними краєвидами, які проте відсутні в сусідніх місцевостях Бережанської області, а Вівся та Козова здаються дещо загубленими серед моря золотих колосків, бо з цього боку часто і за милю навколо мандрівник не побачить жодного дерева, на якому могли б відпочити його очі. Оригінальний текст (пол.) [Wzgórza okryte niewielkimi lasami, ciągną się ku Północy stroiąc okolice przez potrzebne odmiany w różne kształty, którychby napróżno szukać w pobliskich mieyscach obwodu Brzeżańskiego, a Uwsie i Kozowa zdają się nieiako ginąc w morzu złocistych kłosów, albowiem w téy stronie często i na milę do koła nie postrzeże podróżny drzewka, na którémby wzrok iego mógł wypocząć.] Помилка: {{Lang}}: текст вже має курсивний шрифт (допомога) |

Між Вівсям та Юстинівкою існували невеликі кургани. Місцеві мешканці йменували їх «перша могилка» та «друга могилка». Їх походження не задокументоване, але пов'язане з битвою, котра відбулась у 1667 р. під Підгайцями між козаками Петра Дорошенка та польськими військами під проводом Яна Собеського.

### Клімат
За класифікацією Кеппена клімат Вівся є помірно континентальним з теплим літом (Dfb). Середня річна температура — 7,2 °C. Кількість опадів значна, навіть у найсухіший місяць — лютий. Кількість опадів становить близько 657 мм на рік. Найменше опадів у лютому — у середньому 31 мм. У липні кількість опадів досягає свого піку — у середньому 98 мм. При середній температурі 17,9 °C липень є найспекотнішим місяцем. При -4,8 °C у середньому січень — найхолодніший місяць. Між найсухішим і найвологішим місяцями різниця в опадах становить 67 мм. Відповідна різниця річної температури становить близько 22,7 °C.
| Клімат Вівся              | Клімат Вівся | Клімат Вівся | Клімат Вівся | Клімат Вівся | Клімат Вівся | Клімат Вівся | Клімат Вівся | Клімат Вівся | Клімат Вівся | Клімат Вівся | Клімат Вівся | Клімат Вівся | Клімат Вівся |
| Показник                  | Січ.         | Лют.         | Бер.         | Квіт.        | Трав.        | Черв.        | Лип.         | Серп.        | Вер.         | Жовт.        | Лист.        | Груд.        | Рік          |
| Середній максимум, °C     | −1,7         | −0,3         | 4,5          | 12,7         | 18,6         | 21,8         | 23,1         | 22,5         | 18,3         | 12,4         | 5,3          | 0,4          | 11           |
| Середня температура, °C   | −4,8         | −3,4         | 0,8          | 7,8          | 13,3         | 16,5         | 17,9         | 17,1         | 13,2         | 7,9          | 2,4          | −2,2         | 7,2          |
| Середній мінімум, °C      | −7,8         | −6,4         | −2,8         | 2,9          | 8            | 11,3         | 12,7         | 11,8         | 8,2          | 3,4          | −0,4         | −4,7         | 2            |
| Норма опадів, мм          | 33           | 31           | 32           | 51           | 78           | 93           | 98           | 71           | 57           | 38           | 36           | 39           | 657          |
| ------------------------- | ------------ | ------------ | ------------ | ------------ | ------------ | ------------ | ------------ | ------------ | ------------ | ------------ | ------------ | ------------ | ------------ |
| Джерело: climate-data.org |              |              |              |              |              |              |              |              |              |              |              |              |              |

## Історія

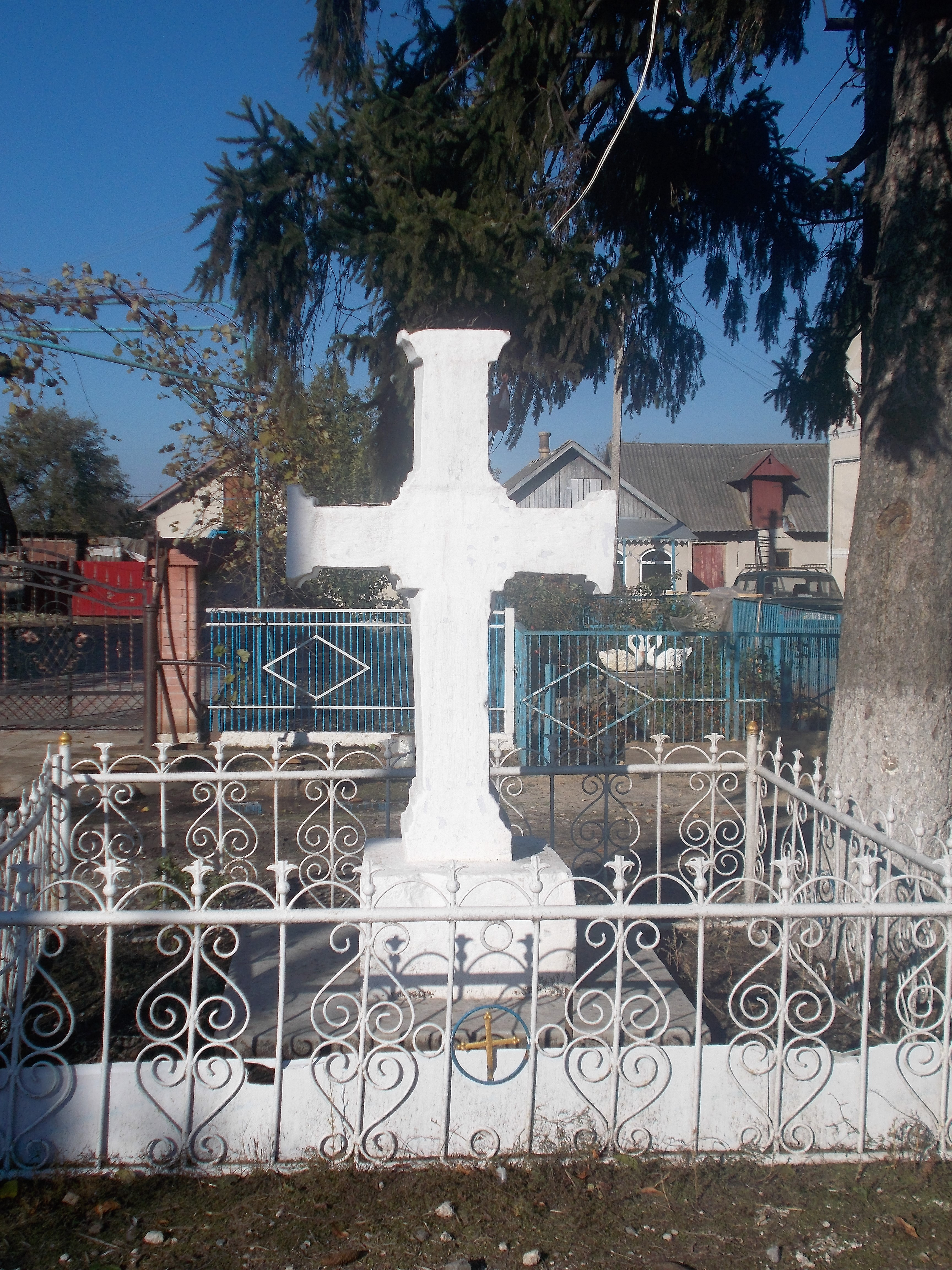
Пам'ятний хрест на знак скасування панщини, встановлений 1849 р. (відновлений за незалежної України)

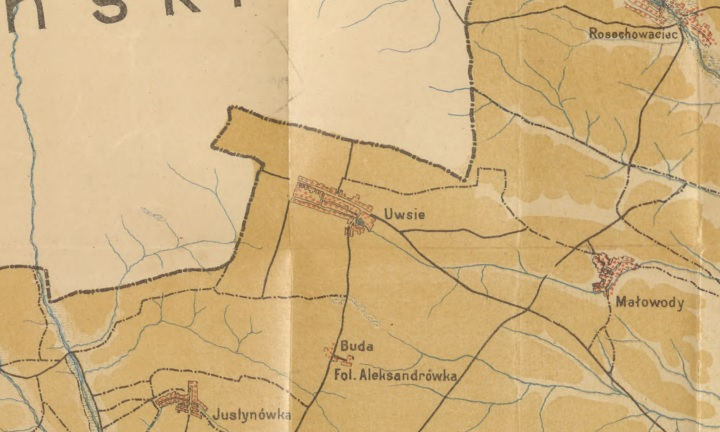
Вівся та навколишні села, дороги і ріки на польській топографічній мапі Підгаєцького повіту 1896 р.

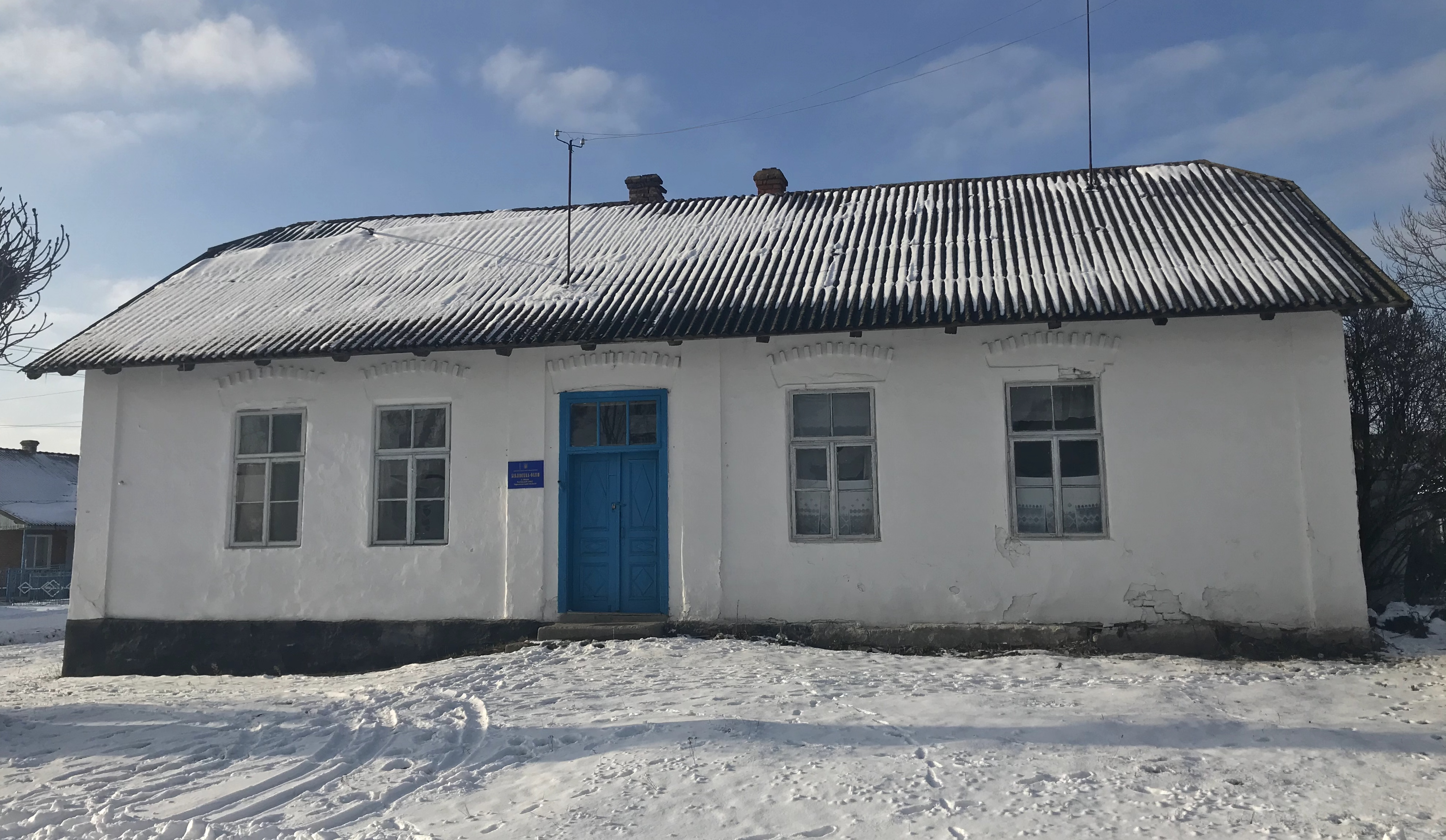
Будівля старої школи 1900—1902 рр. Сьогодні тут розташована сільська бібліотека

### Давня історія
Зі спогадів старожилів Вівся Набережного Семена (1884 р.н.) та Груб'яка Богдана (1873 р.н.) відомо, що невеликий гурт людей з Волині, котрі шукали прихистку від войовничих татар, попросили притулку у тодішнього підгаєцького пана, котрий дозволив їм оселитись на полі. На пагорбі, звідки видно дорогу з усіх боків, а головне — з Козови, де проходив торований ордою «Чорний шлях». Без лісу, без річки, у відкритому степу — це безлюдне поле на пагорбі було заселене.

### Габсбурзький період
Уперше Вівся письмово згадується 1779 року на австрійській військовій мапі Фрідріха фон Міґа «Topographische Karte des Königreiches Galizien und Lodomerien aus den Jahren 1779—1783». За іншою версією — 1785 року. У XVIII — поч. XX століть село перебувало під владою династії Габсбургів, у складі Австрійської та згодом Австро-Угорської імперій і розташовувалося спершу в Бережанському окрузі (дистрикті) — одному з 18-ти округів австрійської Галичини, а потім у Підгаєцькому повіті. Назви первісних родів у Вівсі були такі: Зощуки, Кіналі, Волощуки, Бемки, Слободяни, Терлюки, Бабії.
У 1810—1815 роках Вівся було прикордонним селом Австрійської та Російської імперій. Згідно з параграфом 5 статті 3 Шенбруннської мирної угоди 14 жовтня 1809 року австрійський імператор Франц II віддав Росії територію найсхіднішої частини Східної Галичини — Тернопільський край, землі на схід від лінії Залізці — Зборів — р. Стрипа. Вівся залишалося за Австрією.
За часів панщини в селі був двір. Біля нього стояла корчма, де відбувалися за старим звичаєм весілля, хрестини, поминки тощо. Ці святкування датуються ще з часів Речі Посполитої та називалися пропінаційним правом. У 1830—1840 роках велика земельна власність належала Пйотру Целестину Моравському (пол. Piotr Celestyn Morawski, 1786—1835) під гербом Домброва та Вінцентії Анастазії Моравській (пол. Wincenta Anastazja Morawska, 1797–?) під гербом Наленч. Їхній син — Северин Моравський, перед тим, як почати кар'єру духовного, теж керував маєтком батьків на Вівсі. Після скасування панщини сільські господарства були великі й заможні. Кожен мав загород і город (званий загумінком). Крім громадського пасовиська, до кожного господарства належало 20-30 моргів орного ґрунту.
В австрійській книзі 1869 року «Politische und gerichtliche Organisation der im Reichsrathe vertretenen Länder von Oesterreich: nach amtlichen Quellen zusammengestellt» Вівся згадується в складі Підгаєцького повіту (нім. Bezirk Podhayce). Вівся декілька раз згадується в австрійському науковому журналі на військову тематику «Österreichische Militärische Zeitschrift» за 1878 рік, який видавався у Відні.
У 1890-х роках одним із найбільших землевласників у селі став Севастіян Бемко, власник приблизно 200 моргових господарств. Він, як єдина грамотна людина у Вівсі, упродовж 40 років був війтом, за що отримав медаль від австрійського цісаря, пам'ятав часи панства. Помер 1901 року, у віці понад сто років. За війтівства С. Бемка жителі гуртом завершили будівництво церкви, дзвіниці й однокласної школи. Уздовж дороги села були викопані рови для відведення дощової води.
Школу відкрили 1902 року. Вона поділялася на два основні приміщення: навчальне, де проводилися заняття у дві зміни, і житлове — для професорів (так званих у ті часи вчителів). Навчалися лише узимку. Учні сиділи в класі за дерев'яними столами й на дерев'яних лавах. Писали на індивідуальних табличках крейдою, яка називалася «рисік» (пол. rysik). У школі вивчали творчість Сидора Воробкевича, Юрія Шкрумеляка, Богдана Лепкого. У ті часи селяни часто не розуміли значення освіти й намагалися відкуплятися в урядника, аби звільнити своїх дітей від шкільних занять. Частина дітей не відвідувала навчальний заклад через бідність своїх сімей, які не могли купити ні книжку, ні чоботи. До початку Першої світової війни навчання проводилися українською (руською) мовою. 
Важливим чинником формування національної самосвідомості вівсян стала церква. В австро-угорський період парохами були: в 1860–1870-х роках — о. Йосиф Макогонський, від 1875 року — о. Іван Дурбак, з 1900-х років — о. І. Кіналь, родом із Золотої Слободи.
Наприкінці XIX століття відбувалось значне роздрібнення сільських господарств — власники земель наділяли чи вінували своїх дітей та внуків новими землями. 1914 року на Вівсі було заледве десяток господарів, власників 10 моргів землі чи більше, інші ж мали менше, або стали халупниками, що жили лише з денних заробітків.
Читальню «Просвіти» й пожежно-гімнастичне товариство «Січ» у селі заснували ще до Першої світової війни. Жителі Вівся носили вишивані сорочки, а до сільської читальні приїжджали представники з повітових освітніх товариств із науками та викладами.
Велика земельна власність у селі Гниловоди, Вівся та фільварку Тригубів (250 га) перед Першою світовою війною належала також Ірені Пінінській (Волянській під гербом Приятель) (пол. Irena hr. Wolańska h. Przyjaciel, 1871—1929), її першому чоловікові Александру Пінінському під гербом Яструбець (пол. Aleksander August Erazm Piniński h. Jastrzębiec, 1864—1902) і другому чоловікові Роберту Лямезану де Салінс (пол. Robert Franciszek Fean Walenty Lamezan de Salins, 1869—1930).
У ХІХ ст. до парафії Вівся належали навколишні села Маловоди та присілки Видра, Могила, Маковисько і Пасовисько.

### Перша світова війна, ЗУНР

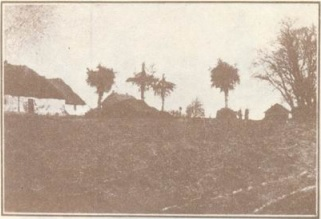
Стрілецькі могили у Вівсі. Світлина з фотоальбому «Українські Січові Стрільці, 1914—1920»

Вівся безпосередньо заторкнули події Першої світової (1914—1918) і польсько-української (1918—1919) воєн. Селом проходили царські війська Російської імперії. Серед їх військовиків чимало осіб говорили українською мовою. Бої село не зачепили, але гранатою зруйнували корчму.
Визначною подією для Вівся було перебування на перепочинку між боями Українських січових стрільців 1915—1916 років. Під час їхнього гостювання в селі лунали стрілецькі пісні, замість слів «русин», «руський» почали вживати «українець», «українська мова», «Україна». У школі села містилася Пресова квартира УСС, де перебували Лев Лепкий, Роман Купчинський, який залишив спогади про Вівсю; Микола Голубець, який написав у селі поему «Ой, нагнувся дуб високий»; фотограф Осип Курилас, про якого співається в пісні «Як з Бережан до Кадри»; Михайло Гайворонський, який у своїх творах також залишив спогади про село.
Андрій Кігічак у газеті «Свобода» від 7 червня 1952 року в замітці «Подільські маки… (Під Зелені свята)» згадує Вівся, де були написані слова пісні «Ой, нагнувся дуб високий»:

<…> Недавнє минуле. Керівник передачі вводить нас в Рідний Край! Йде з висильні бадьорий марш. Його грає якась сильна (може військова, а може і стрілецька) оркестра. Провідну мельодію веде пісня, до слів: «Дала дівчина хустину, стрілець у бою загинув, А серед поля, гнеться тополя, та й на стрілецьку могилу…!» Слухаєш тієї пісні і під її маршовий ритм, в уяві машерують сотні, куріні Усусусів. Вони відмашеровують з незабутнього Вівся, по відпочинку, знову на фронт. Чому незабутнього Вівся? Бо там, на цьому відпочинку зродилась над вівсянським ставом, ще одна пісня: «Ой нагнувся дуб старенький, понад став…» <…>

Під час боїв над річкою Стрипа у вересні-листопаді 1915 року УСС утратили 49 убитими, 168 пораненими й 157 полоненими. Чотирьох із загального числа загиблих поховали в могилі на Вівсі. Серед них — Іван Берегуляк (уродженець с. Добрівляни, нині — Дрогобицького району Львівської області), Іван Медведчук та їхні побратими-стрільці. Їх поховали під спів «Видиш, брате мій» на майдані та за козацькою традицією насипали високу могилу у формі круглого горба — кургану з хрестом на горі, який згодом став народною святинею та на якій щорічно на Зелені свята бували відправи. Загиблих січових стрільців, тодішні події та стрілецьку могилу згадує жителька Вівся Анастазія Слободян-Талішевська в спогаді «Стрілецька могила в селі Вівся»:
|  | Здається на другий день були похорони упалих УСС-ів. Відправа в церкві, сумні співи — домовини взяли на рамена друзі та понесли на місце вічного спочинку. Похоронами проводив стрілецький священик о. Пшепюрський при співучасті нашого пароха під звуки стрілецької оркестри, під спів «Видиш брате мій»... поховали усіх у одній могилі не на цвинтарі, а на майдані села. В місці де сходилися три дороги разом, насипано високу могилу. Весною її огородили, прибрали квітами, поставили хрест із написами... В часі похоронів домовини були відкриті, падав легкий дощик, немов сама природа Їх оплакувала... |

11 серпня 1916 року полк січових стрільців, виконуючи наказ командування Південної армії Німецької Імперії, відступив з позицій на річці Стрипа та, через села Антонівку, Вівся, Криве, Літятин, рушив до села Потутори на річці Золота Липа, на південь від Бережан. Загальна чисельність полку становила 1732 вояків, з яких 47 старшин і 1685 стрільців. Очолював їх підполковник Антін Варивода.
У польсько-українській війні брали участь уродженці села — підпоручник Олександр Гасіка та хорунжий Іван Гнатина (згодом вчителі). Вівся згадується в польських книгах «Ułani, ułani malowane dzieci. Z dziejów kawalerii ochotniczej» та «Wojsko polskie na wschodzie, 1914—1920», де описується перебування польської кавалерії в селі та фрагмент тогочасного побуту вівсян.

### Польська Республіка (1918—1939)

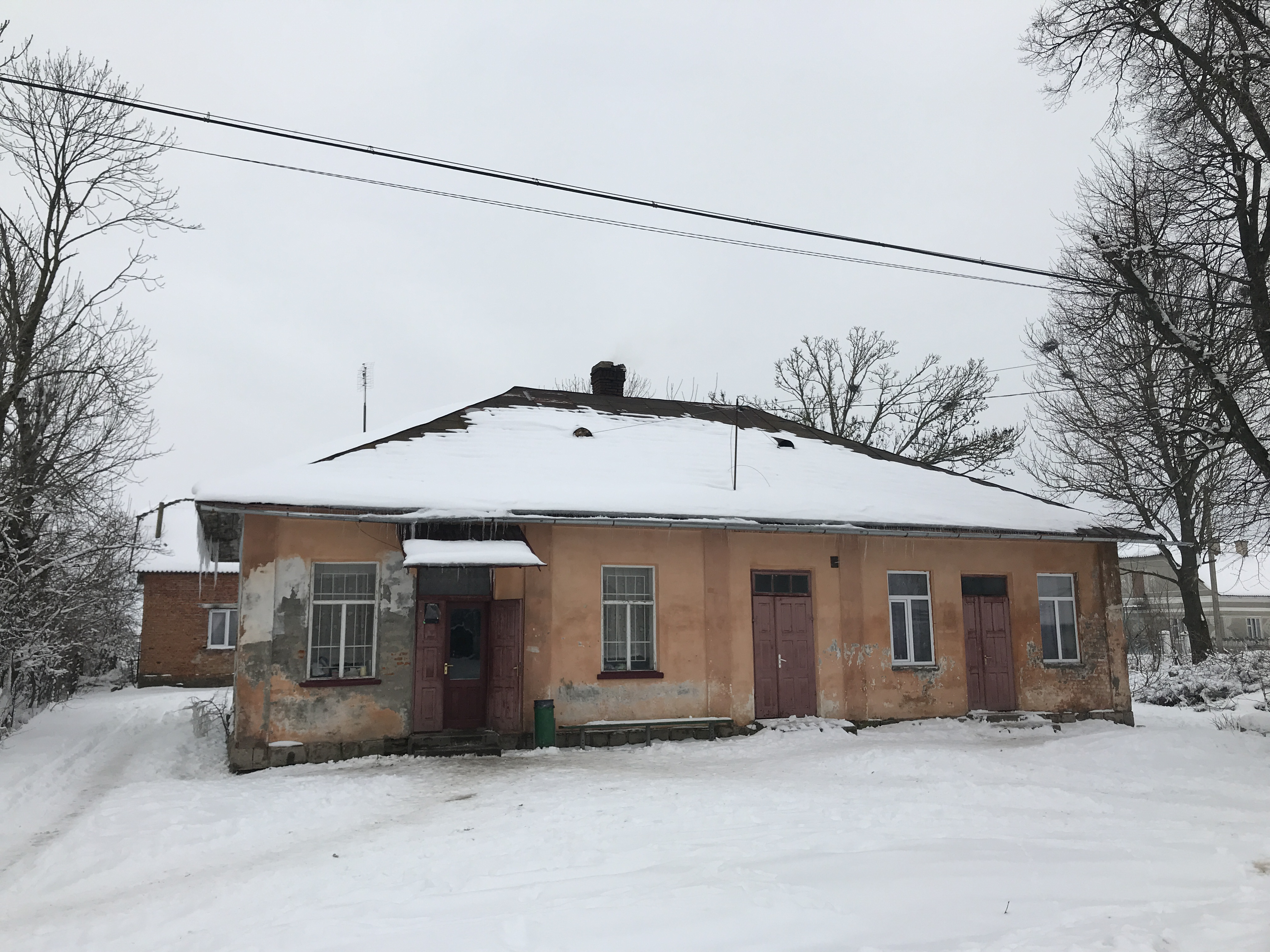
Будівля «Народного дому», збудований 1924 р.

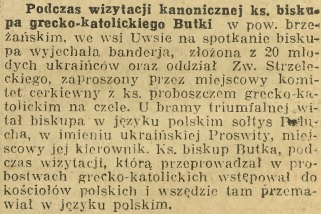
Згадка про село у польській газеті «Dziennik Bydgoski» від 12 липня 1937 р.

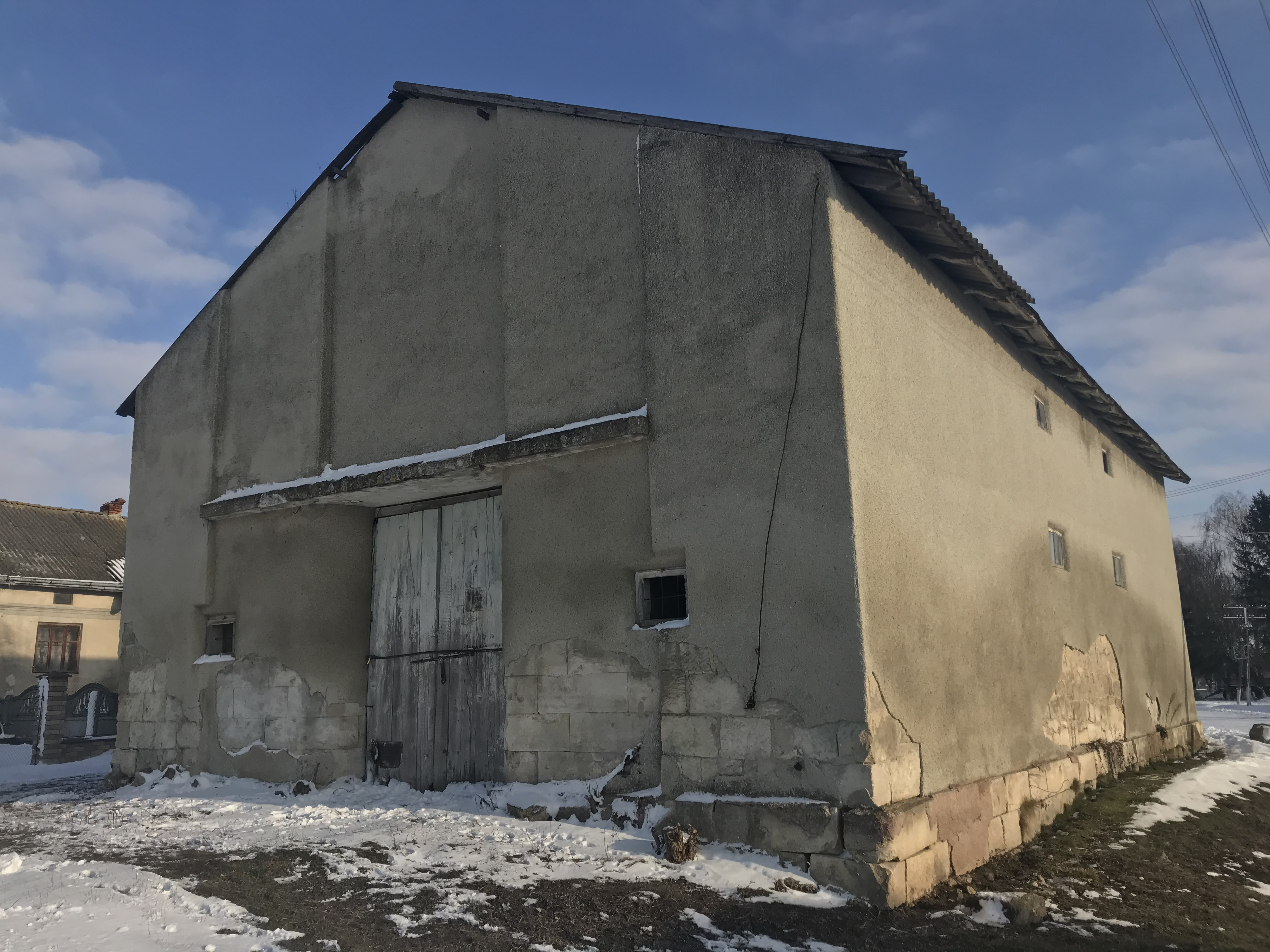
Будівля недобудованого римо-католицького костелу. В радянські часи слугувала за колгоспний склад. В австрійські часи на цьому місці була корчма.

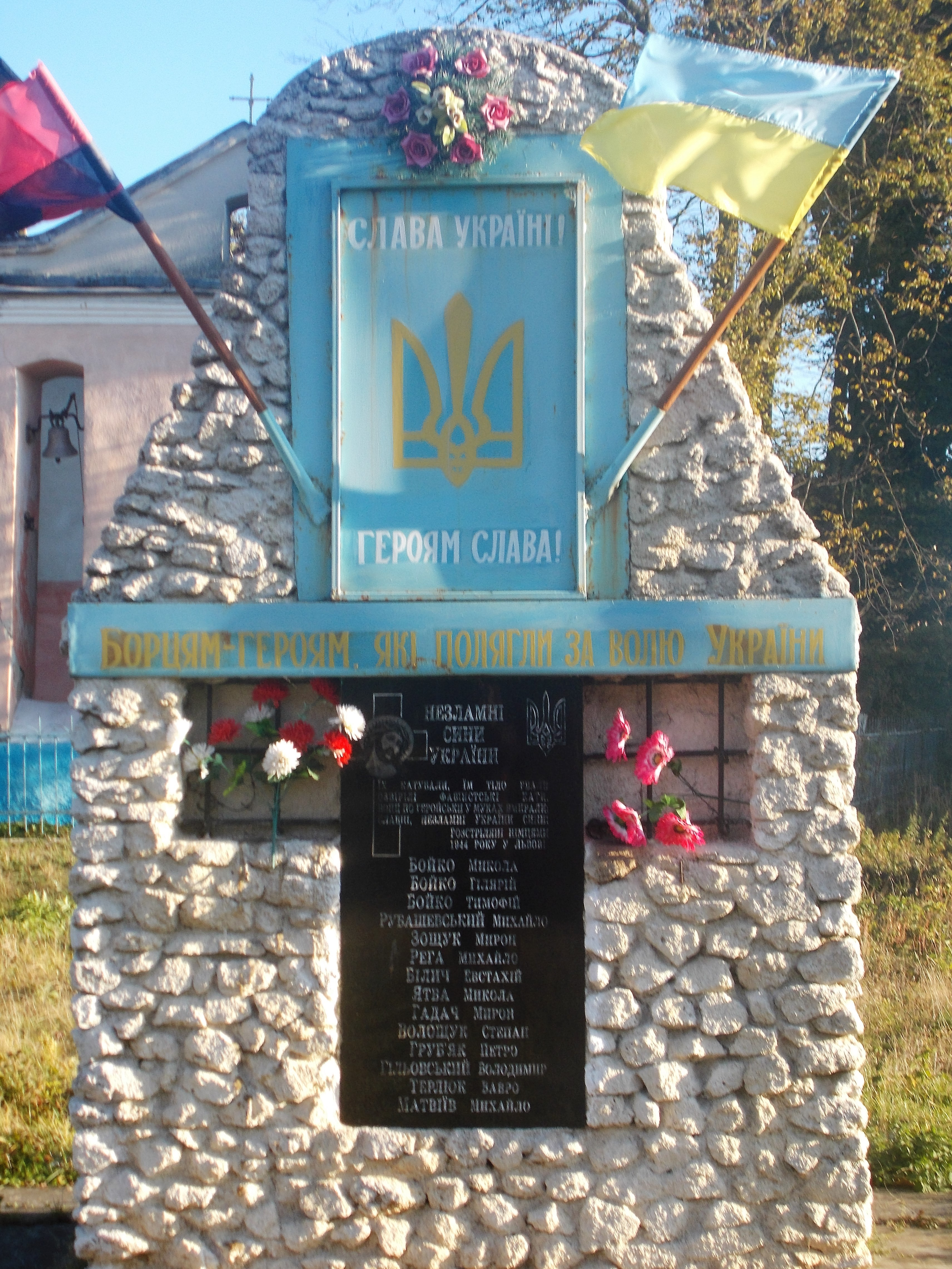
Символічна могила членам ОУН — УПА, загиблим від німецьких окупантів у 1944 році в Львівській в'язниці

У міжвоєнний період польської окупації у селі відновила роботу читальня «Просвіти», заснували гурток «Сільський господар», товариства: «Союз Українок», «Рідна школа», діяв аматорський драматичний гурток. При читальні працював хор. «Рідною школою» у Вівсі завідувала Сачик Євгенія. Аматорським гуртком керував Григорій Волощук, хором — Григорій Сачик. Польська влада не дозволила відновити товариство «Січ», натомість сільська молодь заснувала товариство «Луг».
У період перебування Вівся в складі Польщі на навколишні фільварки та хутори прибувають польські осадники, заселяється фільварок Тригубів.
У 1924 р. громада села при фінансовій допомозі односельців, які перед війною виїхали до Америки і згодом передали 1700 доларів США, збудувала Народний дім із залом на більші зібрання, театральні вистави, приміщення для читальні, споживчої кооперативи та інших товариств.
Викладання курсу історії України, географії України, природознавства, української літератури при Народному домі, інсценізація української драматургії були запобіжними заходами проти полонізації. Навчання в школі було організоване наступним чином: перші два класи вчилися по одному році навчання, а 3–4 класи — по два роки кожен. Відповідно чотирикласне навчання тривало шість років. 
Символом українства в селі під час польської окупації стала стрілецька могила. Польська влада руйнувала її, але патріотично налаштовані мешканці Вівся вночі Могилу знову відновлювали. Вчитель-українець Микола Шараневич з учнями допомагав відновлювати насип. У школі навчання відновилося, але велося польською мовою. За провини карали різкою. У міжвоєнний період українські вчителі-патріоти Олексій Пасєка, Микола Шараневич, Марія Блажкевичівна, Мирон Дорош, Петро Усович були витіснені зі школи польською владою і замінені вчителями польського походження.
Влітку 1928 р. (за іншими даними 1927 р.) на стрілецькій могилі відбулося велике свято при співучасті майже всієї Козівщини. На святі виступав хор та оркестр з села Золота Слобода. Роман Купчинський в газеті «Свобода» від 21 липня 1927 р. в замітці Свято стрілецької могили в подробицях описує цю подію та саму могилу (правопис збережено):

<…> УСС. пішли з Вівся до Соснова, звідсіля то назад то наперед по цілій Галичині і Великій Україні. Вівся осталося само з чотирма стрілецькими могилами на майдані… Не забуло село за них, не дало затоптати їх. Хоч вигоріло в один час, хоч ґранати зрили землю як плугом, хоч по могилках пройшли тисячі Німців, Мадярів, Москалів… Село пильно стерегло памятки по Стрільцях. Відновляло, підсипало гроби, ставило щораз нові хрести, нові написи, а рік річно на Зелені Свята вбирало їх у вінки з подільських квітів, між якими світилася брилянтом неодна щира сльоза. <…>

<…> Дванадцять священиків на чолі з о. прал. Куницьким і о. дек. Сандецьким провадять похід під могилу. Три хори, дві оркестри. Могила в формі стятої піраміди: висока й обємиста. На горі камінний хрест. Все вбране в зелень, ленти і хоруговки. <…>

<…> Завдяки праці громадян Вівся, а спеціяльно їх начальника громади, зискало собі незнане досі село славу в цілім краю. Вірмо, що за їх прикладом підуть і інші села, де поховані українські вояки, щоби кургани, висипані над героями, були свідками минулого, дорадниками теперішнього і дороговказами майбутнього.

Упродовж листопада 1930 р. польською владою у 121 селі Тернопільського воєводства була проведена пацифікація. Особливо жорстокі каральні заходи були відмічені в Бережанському, Збаразькому, Підгаєцькому і Тернопільському повітах. Під час проведення пацифікації майно громадських організацій, українські книги, портрети національних діячів у читальні села та Могила січових стрільців були знищені. Багато українських мешканців села зазнали фізичних знущань. Через тяжке побиття помер війт Вівся О. Дичко.

15 червня 1934 р. село передане з Підгаєцького до Бережанського повіту. З 1 серпня 1934 р. Вівся перебувало у складі сільської гміни Козова. 1937 р. у Вівсі була велика пожежа, що охопила вулицю Центральну. У міжвоєнний період війтами села були: поляк Палюх, пізніше українець — Іван Груб'як (Скоць). 1939 року в селі на місці знищеної корчми розпочали будівництво римо-католицького костелу, який не закінчили через початок Другої світової та німецько-радянської воєн.

### Друга світова війна, німецька окупація, УПА
Вівсяни брали активну участь у національно-визвольній боротьбі: у лавах Української повстанської армії воювали проти більшовицьких та німецьких окупантів. Осередок ОУН у селі створили ще перед Другою світовою війною. З приходом нацистської армії в село, у 1943 р. гестапо розстріляло братів Гілярія, Миколу і Тимофія Бойків, Степана Волощука, Михайла Регу, а Михайла Бабія, Андрія Гуменного, Дмитра Дороша, Мирона Зощука, Ганну Регу, Петра Сачика, В. Терлюка тримали у в'язницях.
У вересні/жовтні 1943 р. коло Вівся було сформовано сотню УНС (згодом УПА) «Орли», яку очолив ймовірно Василь Галущак, псевдо «Клич» — солдат Української Галицької Армії.
26 березня 1944 р. через Вівсю пересувався 503-й важкий танковий батальйон Вермахту.
У червні 1944 р. з Вівся до дивізії «Галичина» всього зголосилися воювати 24 особи, серед яких Лев Бабій, Дмитро Волощук, Мирон Кіналь, Микола Рубашевський, Григорій і Ярослав Сачики, Роман Стефаник.
Під час німецько-радянської війни загинули або пропали безвісти у Червоній армії Д. Бернатович (1908—1945), І. Будик (1918 р. н.), М. Волощук (1914 р. н.), В. Груб'як (1919 р. н.), Володимир (1912 р. н.) і Гілярій (1913 р. н.) Гуменні, Г. Дичко (1913—1945), В. Закришка (1908—1942), Г. Кавка (1918 р. н.), Г. Кіналь (1910—1944), М. Ковалів (1906—1943), С. Монастирський (1919 р. н.), П. Осадца (1908—1945), І. Патарак (1915 р. н.), А. Підлісний (1912 р. н.), В. Рихтер (1905 р. н.), М. Сачик (1918—1944), М. Терлюк (1918 р. н.), М. Шевчук (1918 р. н.), Ю. Януш (1904 р. н.).
В час німецької окупації навчання у сільській школі було перерване і відновилося системно 1944 року.
На полі бою загинули вівсяни-вояки УПА: Ярослав Ґільовський, Богдан Грубяк, Іван Ліско, Мирон Мультан, Микола Осадца, Андрій Рубашевський, Микола Рубашевський, Михайло Ятва. 17 червня 1947 р. поблизу села у бою з військами НКВС загинув курінний УПА Володимир Якубовський («Бондаренко»).
За участь у визвольній боротьбі ОУН і УПА (1944—1953 рр.) було ув'язнено 24 жителі Вівся, згодом реабілітовано 20 осіб. У 1946 р. за членство в ОУН та за розповсюдження в селі прокламацій антирадянського змісту заарештували сільських учителів Івана Груб'яка та Ярослава Стефанюка. У 1947—1951 рр. вивезли в Сибір родини Івана і Петра Біличів, Гілярія Дичка, Миколи і Теклі Дичків, Спиридона Дружбіцького, Гната Закришки, Гілярія Мазяра, Пилипа Осадци, Івана Рубашевського, Йосифа Стефанюка, Тетяни Терлюк, Григорія Шпаковського і Семена Ятви. У 1950—1951 рр. за зв'язки з ОУН арештували Степана Білича і його дружину Ганну, Андрія Валигу і його дружину Юлію, Дмитра Закришку, Михайла Рубашевського, Петрунеллю Терлюк. Окрім згаданих, науководокументальна книга Реабілітовані історією також подає такі імена вівсян, репресовані радянською системою за зв'язки і членство в ОУН та службу в УПА: Гаврилів (Сачків-Гаврилів) Павло Якович, Дичка Зиновій Ількович, Дорош Іван Миколайович, Дружбицький Володимир Ілліч, Закришка Дмитро Пилипович, Здеб Катерина Дмитрівна, Здеб Мирон Михайлович, Курницький Дмитро Антонович, Масяк Степан Петрович, Осадца Степан Пилипович, Пелех Іван Антонович, Стефанюк Роман Лаврентійович, Ятва Ярослав Семенович.

### Радянський період

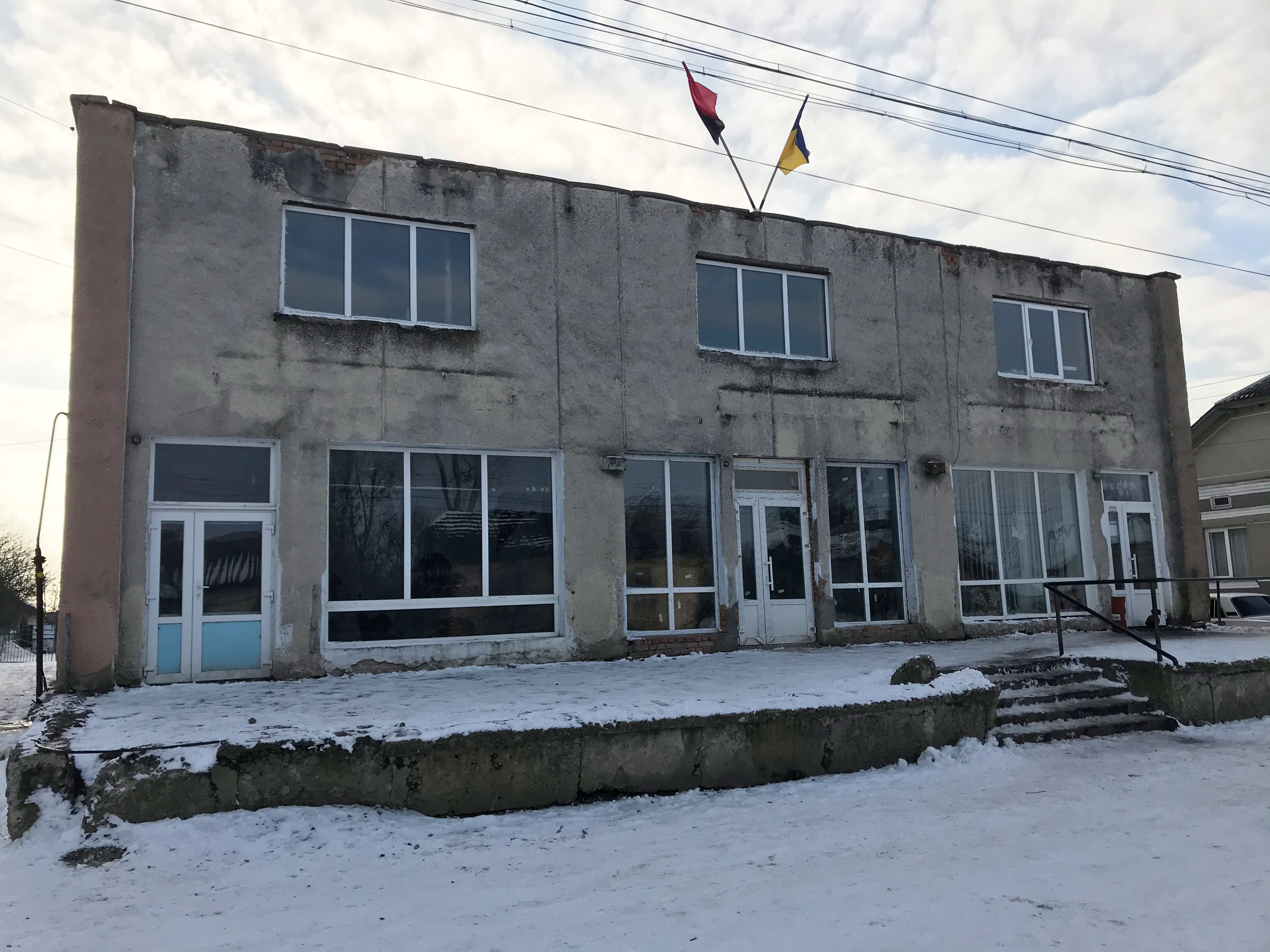
Центральний магазин

1949 р. у Вівсі створене колективне господарство, назву якого змінювали декілька разів — на «Москву», ім. Данила Галицького. Головами правління колгоспу у різний час були: Микола Лучка, Ілько Закришка, Мишастий, Фартухов, Іван Осадца, Анатолій Горпинич, Куцал, Олександр Остаплюк, Едуард Фалінський та інші. За колгоспом було закріплено 1,4 тис. га сільськогосподарських угідь, переважно орної землі. Колгосп спеціалізувався на рільництві та тваринництві м'ясо-молочного напряму. З допоміжних підприємств функціонував цегельний завод.
У післявоєнний період приміщення старої школи було недостатньо для всіх учнів, тому навчалися у приватних будинках: Кіналя Григорія, Мазурика Степана, Бабія Валерія. В одному класі навчалися діти різного віку, з різницею 2–3 роки. Так тривало до шкільної реформи 1959 року, яка визначала перехід на семирічне навчання, а в 1961 році — на загальнообов'язкове восьмирічне навчання. До 1986 року, часу побудови нового приміщення, школа у селі була розміщена у пристосованих приміщеннях.
До 1970-х рр. на Вівсі зведено 140 житлових будинків, 10 виробничих приміщень.
За післявоєнний період головами сільської ради були Семен Озимок, Ілько Стефаник, Іван Осадца, Остап Ліско. Село газифіковане, проведено водогін. У 1986 р. побудовано приміщення дитячого садочку й крамниці.

### Незалежна Україна

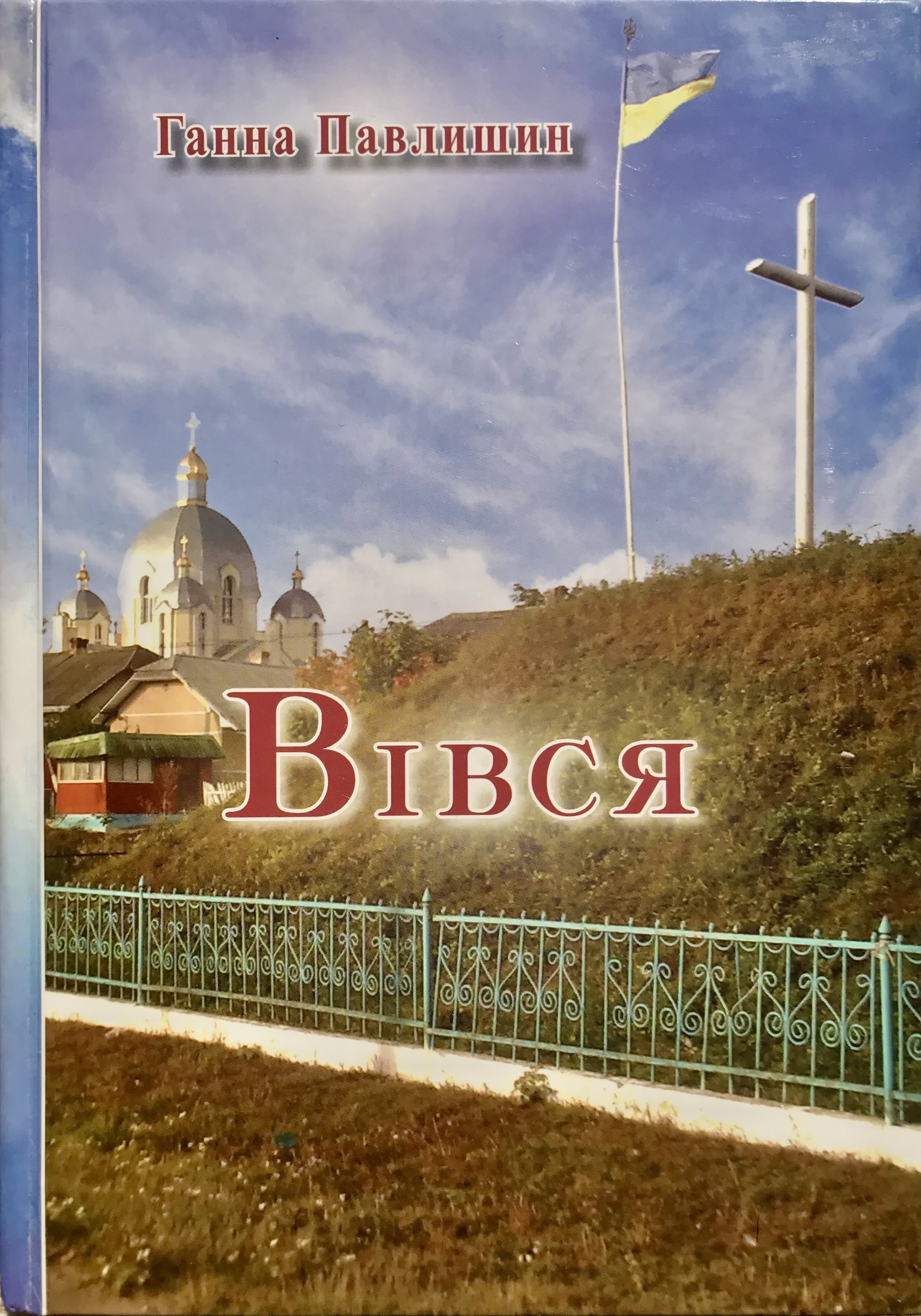
Павлишин Г. П. «Вівся», 2019 р.

На початку 90-х рр. відбулась реорганізація колгоспу «Москва» і створена спілка «Вівсянська».
У червні 2017 р. поблизу польової дороги з Вівсі на село Юстинівка виявлено артилерійський снаряд калібром 100 мм часів Другої світової війни.
У серпні 2019 р. у селі відбулося свято — «Вівся — село стрілецької та повстанської слави», на якому вшанували події минулого та патріотів, котрі боролися за Україну. У святі взяли участь місцеві жителі, представники влади, духовенство та історики. Виступив народний духовий оркестр та хор «Червона калина», фолькгурт «НуФест», дитячий театр «Дивосвіт» Козівського районного будинку культури, народний фольклорно-обрядовий ансамбль «Корса» Конюхівського сільського клубу, народний хор села Шляхтинці та інші виконавці і колективи села Вівся та Козівського району.
Під час свята відбулася презентація книги «Вівся — історико-етнографічний нарис» авторства Павлишин Ганни Петрівни та Люсі Стець. Це історико-етнографічний нарис, котрий висвітлює минувшину та сьогодення села. Нарис ґрунтується на архівних та історичних матеріалах, спогадах очевидців, особистих світлинах та розповідях жителів Вівся.
12 червня 2020 року, відповідно до розпорядження Кабінету Міністрів України № 724-р «Про визначення адміністративних центрів та затвердження територій територіальних громад Тернопільської області» увійшло до складу Козівської селищної громади.
19 липня 2020 року, в результаті адміністративно-територіальної реформи та ліквідації Козівського району, село увійшло до складу Тернопільського району.
У серпні 2020 р. в рамках Плану розвитку газорозподільної системи працівниками «Тернопільгазу» у Вівсі було проведено повну заміну газорозподільного пункту. Діють фельдшерський пункт, крамниця, бібліотека.

## Господарство
В селі діють:
- фермерське господарство «Золотий Горіх» (код ЄДРПОУ 43268579), котре спеціалізується на вирощуванні ягід, горіхів, інших плодових дерев і чагарників[63];
- компанія «Агропродсервіс» (код ЄДРПОУ 37043830), котра спеціалізується на тваринництві, рослинництві, насінництві, птахівництві та інших галузях[64].

Коло села є два недієві кар'єри (пісок, глина), площею 2,1 та 0,63 га відповідно.

## Політичне життя
На виборах Президента України 25 травня 2014 року 312 мешканців Вівсі проголосували за кандидатуру П. Порошенка, 94 — Ю. Тимошенко, 32 — А. Гриценка.
На позачергових парламентських виборах в Україні 21 липня 2019 р. 428 мешканців Вівсі віддали свій голос (виборча дільниця № 610512). Явка склала 78 %. 5 % бар'єр подолали такі партії: Радикальна партія Олега Ляшка: 20,1 %; «Слуга народу»: 14,7 %; Європейська солідарність: 14,3 %; Всеукраїнське об'єднання «Батьківщина»: 13,8 %; Аграрна партія України: 10,7 %; «Голос»: 5,8 %; Українська Стратегія Гройсмана: 5,6 %.

## Релігія

###### Церква святого архистратига Михаїла
У селі діє церква святого Архістратига Михаїла (збудована упродовж 1818—1870 рр.). Церкву освятив о. Йосиф Макогонський. Іконостас оновлювався упродовж 1995 року різьбяр і художник Опришко. Фундатором була п. Талішевська зі США.
Парохи села:
- о.Степан Дідицький
- о.Степан Куритович
- о.Василь М.
- о. Яків Заянковський
- о. Симон Лясковський
- о. Теодор Янович
- о. Іван Вандинський
- о. Симеон Чировський (1832—1837),
- о. Василь Літинський (1837—1844),
- о. Михайло Глібовицький (1844—1848),
- о. Іван Ганкевич (1848—1860),
- о. Теофіл Глібовицький (1861),
- о.Олексій Паховський (1862)
- о. Йосиф Макогонський (1862—1875),
- о. Іван Дурбак (1876—1901),
- о. Андрій  Кіналь (1901—1908),
- о. Володимир Масяк (1908—1921),
- о. Роман Добровольський (1921—1923)
- о. Григорій Кубай(1923-1925),
- о. Михайло Дмитрик (1925—1938),
- о. Йосиф Гривнях (1938—1943),
- о. Микола Паснак (1943—1944),
- о. Михайло Кузьма (1944—1945),
- о. Степан Масяк (1945—1946),
- о. Лев Сальвицький (1946—1986),
- о. Григорій Карпець (1986—1987),
- о. Роман Цап (1987),
- о. Ярослав Веліян (1988),
- о. Михайло Смачило (1988—1990),
- о. Андрій Галиш (1990—1992),
- о. Дмитро Долішняк(1992)
- о. Михайло Вересюк (1992—1994),
- о. Володимир Шуль (1994—1995),
- о. Степан Собків (1995—1996),
- о. Іван Козлик (з 1996).

###### Храм святого архистратига Михаїла
У 1993 р. парохом села став о. Володимир Шуль (пом. 19.02.2017 р.). У 1999 р. на Вівсі збудована каплиця.
У 1994—2017 рр. в селі тривало будівництво храму святого архістратига Михаїла, яке завершилось освяченням наприкінці 2017 р. Чин освячення храму здійснив архиєпископ і митрополит Тернопільсько-Зборівський Василій (Семенюк). На Архиєрейську Святу Літургію прибуло багато вірян Вівся та сіл в околиці, а також священники, чотири з яких — вихідці з села Вівся. Новий престол було освячено за участю декана Козівського о. Романа Рокецького та настоятеля храму о. Івана Козлика. Нині парохом села є о. Іван Козлик.

## Населення
1900 року у Вівсі проживало 1320, а на 01.01.1939 року — 1690 осіб (українців - 1320; поляків - 280, з яких 270 походили з польських колоністів; євреїв - 20). У 1973 р. у Вівсі було 387 дворів та проживало 1285 осіб. Після включення Тернопільської області та села Вівся до УРСР з облікових даних виключений хутір Тригубів (місцевою говіркою Три́бова) у 1971 р. у зв'язку з переселенням жителів. Згідно з переписом УРСР 1989 року чисельність наявного населення села становила 947 осіб, з яких 418 чоловіків та 529 жінок. За переписом населення України 2001 року в селі мешкало 900 осіб. У 2021 р. населення Вівся складало 791 особу.

### Мова
Розподіл населення за рідною мовою за даними перепису 2001 року:
| Мова       | Кількість, осіб | Відсоток |
| ---------- | --------------- | -------- |
| українська | 895             | 99,44 %  |
| російська  | 5               | 0,56 %   |

### Говірка
Місцева говірка належить до наддністрянського говору південно-західного наріччя української мови. У Вівсі виражені наступні характерні риси цієї говірки — на фонетичному рівні: перехід наголошеного а в о (провда, броў, зовтра, встоў), перехід наголошеного о в у (твурити), перехід ненаголошеного а після м'яких приголосних в е (дьекувати), залишки прадавнього носового звуку *ę (мнєсо, мнєти), тверда вимова приголосних д, т, з, с, ц, н, л перед і з давнього о — нїс (іменник, частина тіла), але ніс — дієслово. На граматичному рівні — залишки перфекта у дієсловах (чули-сте, хтіла-м), препозиція частки «ся», що стала постфіксом у дієсловах сучасної української мови (то сє купує, він сє вброў). На лексичному рівні — рідкісні слова, котрі сягають корінням до праслов'янської мови, — хопта, давні запозичення з польської та німецької мов, які були адаптовані до граматичної та фонетичної системи говірки. Запозичення з польської: пуделко, слоїк, карк, крижі, з німецької: льомфер (нім. "Läufer"), най би тебе шляк трафив, замельдувати. У Вівсі побутує фразеологізм, характерний лише для цього села — «Вбрався, як Ґадач до шлюбу» — про неохайно та смішно вдягнену людину. На початку XX ст. у селі дійсно жив чоловік з прізвищем Ґадач, який смішно вдягнувся до шлюбу. Місцеві жителі вимовляють назву села Вісє, Вівсє.

## Пам'ятки
Установлено:
- пам'ятний кам'яний хрест на честь скасування панщини (1849 р.);
- пам'ятник воїнам-односельцям, полеглим у німецько-радянській війні (1966 р.);
- насипані могили — УСС, які загинули в бою біля с. Семиківці (Семиківська битва, вересень-жовтень 1915 р.) на Теребовлянщині (відновлено 1990 р.);
- насипані могили ввоякам УПА, полеглим 1947 р. (1997 р.);
- старовинні пам'ятники XIX ст. на старому цвинтарі.

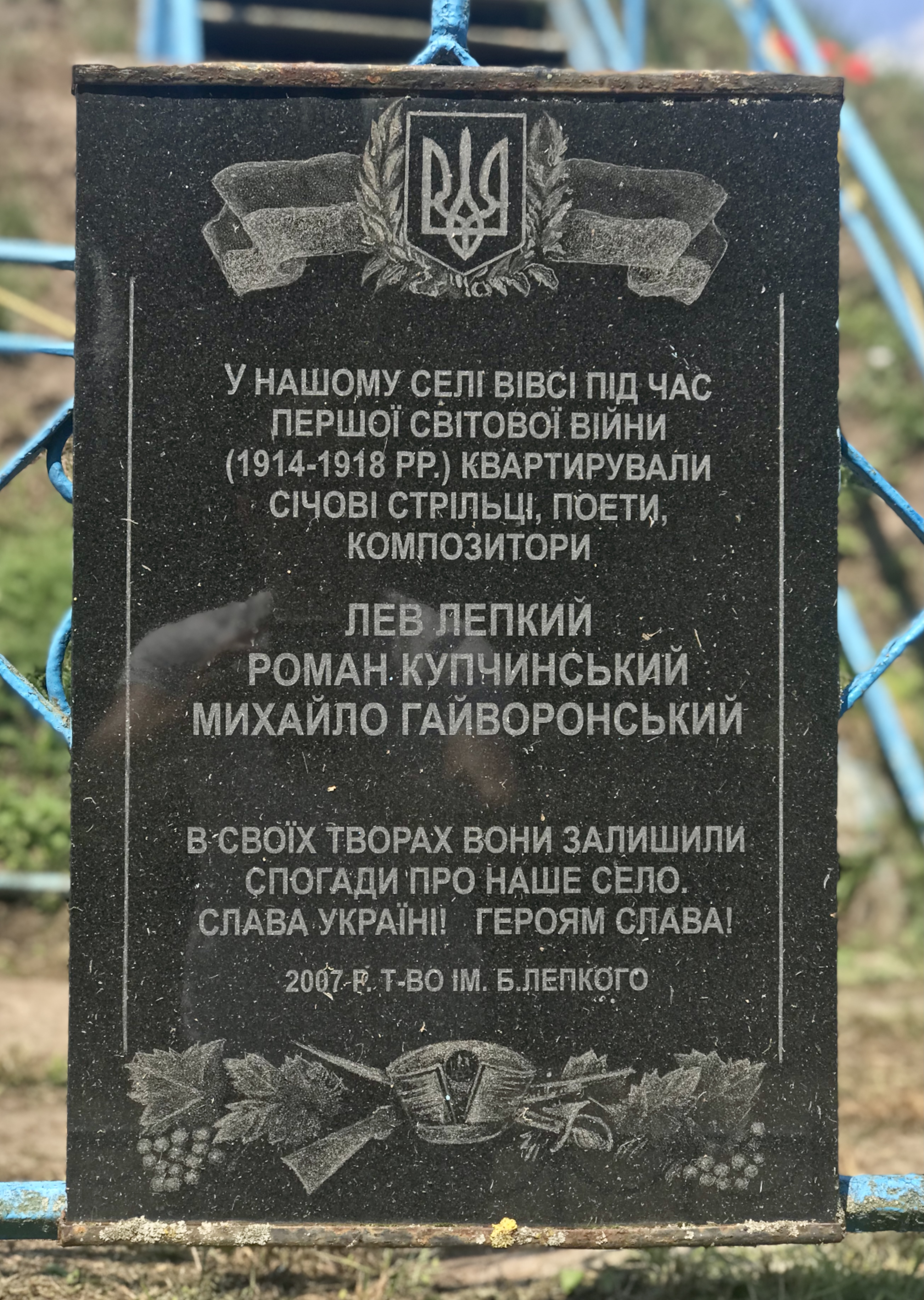
Пам'ятна дошка
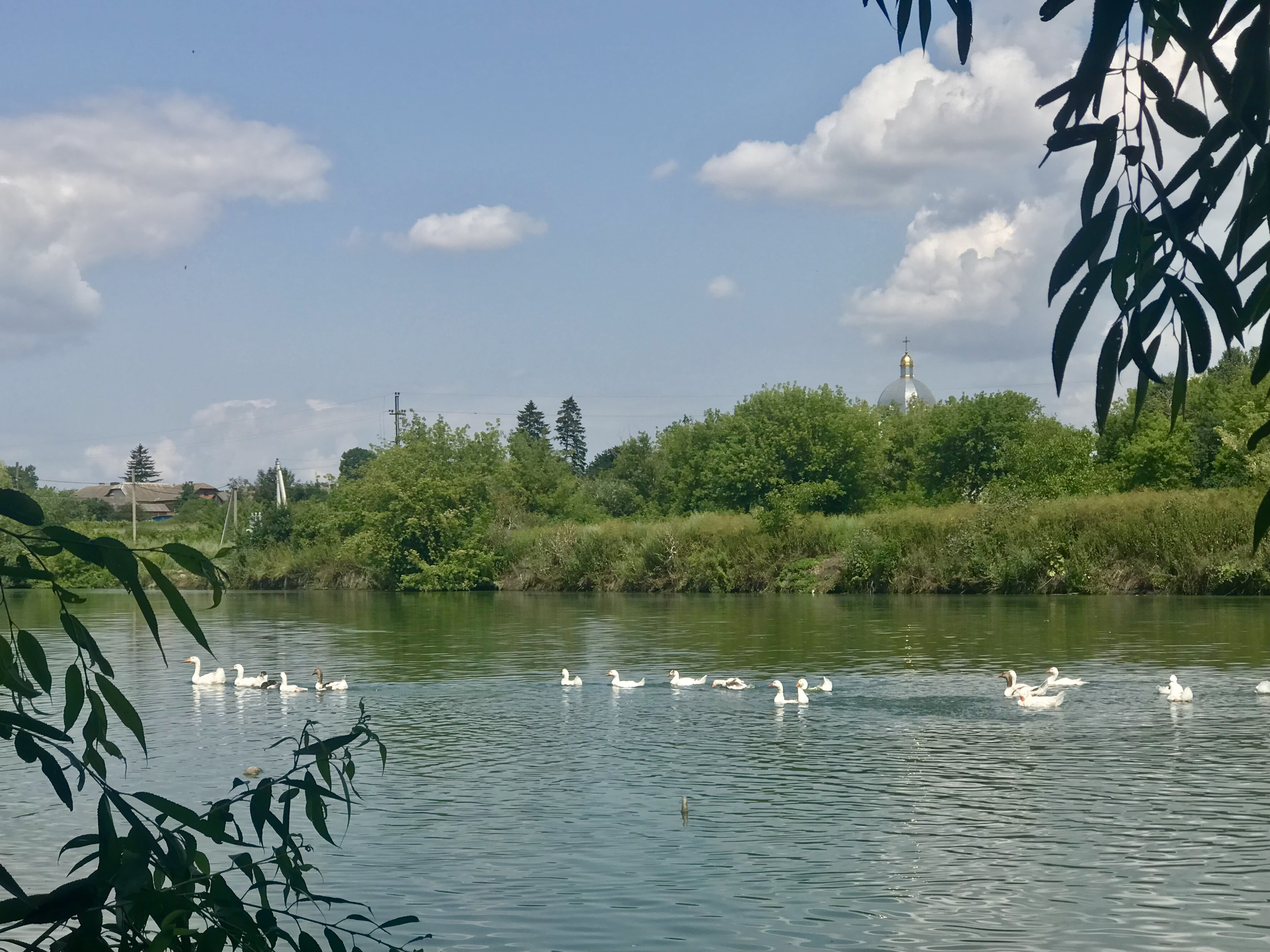
Став "Панський"
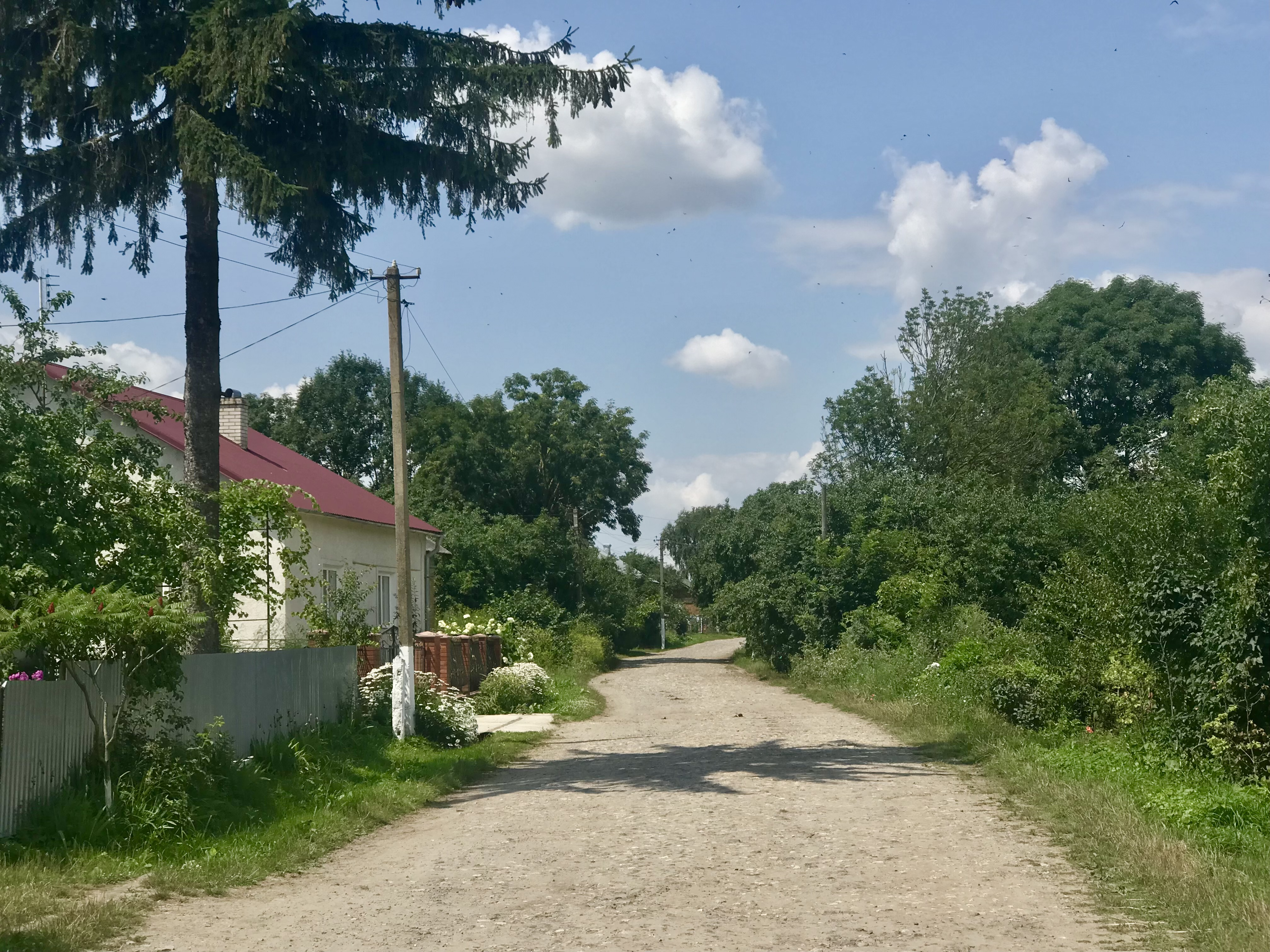
Вулиця Зелена
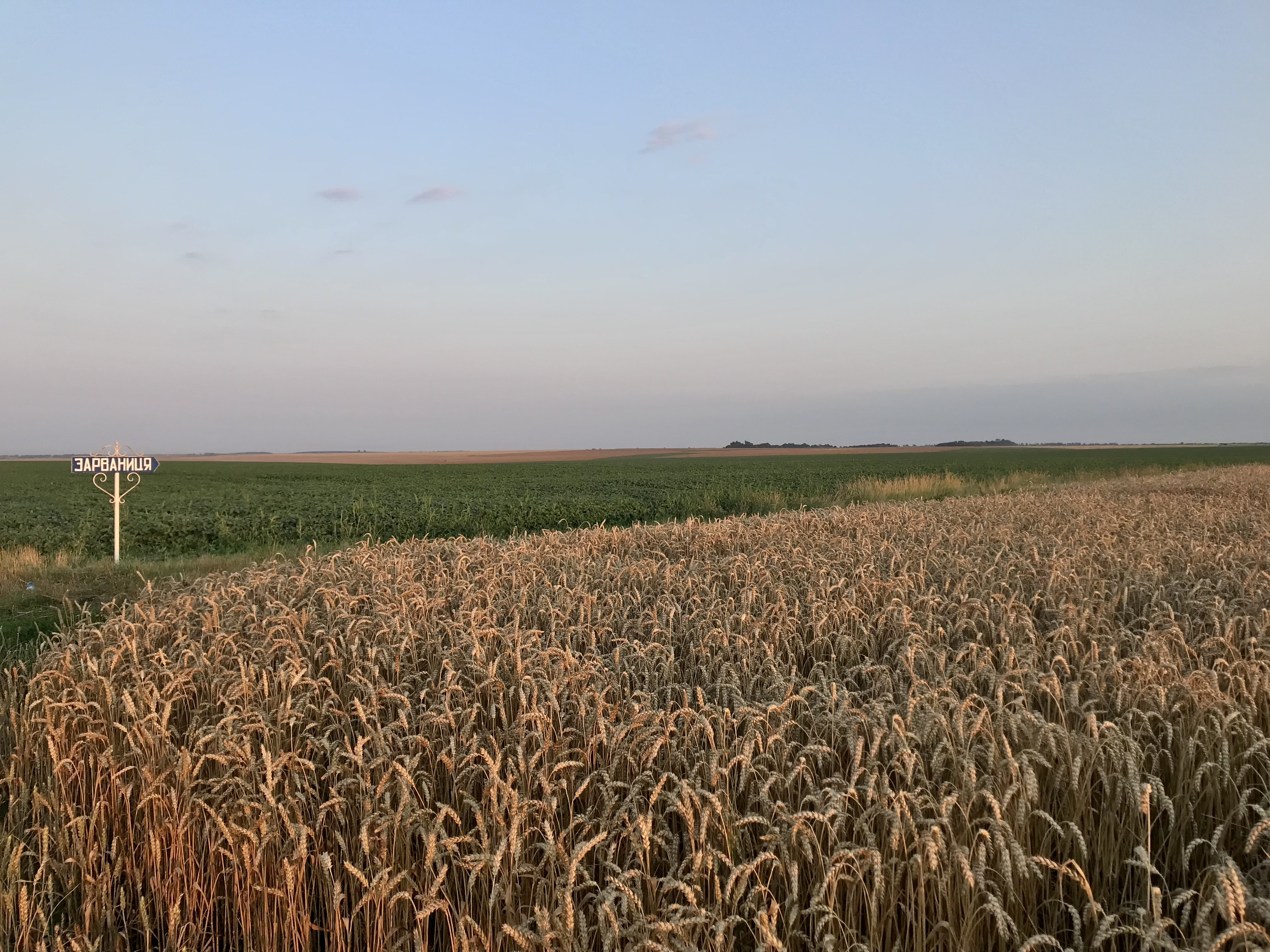
Вказівник до Зарваниці

## Освіта

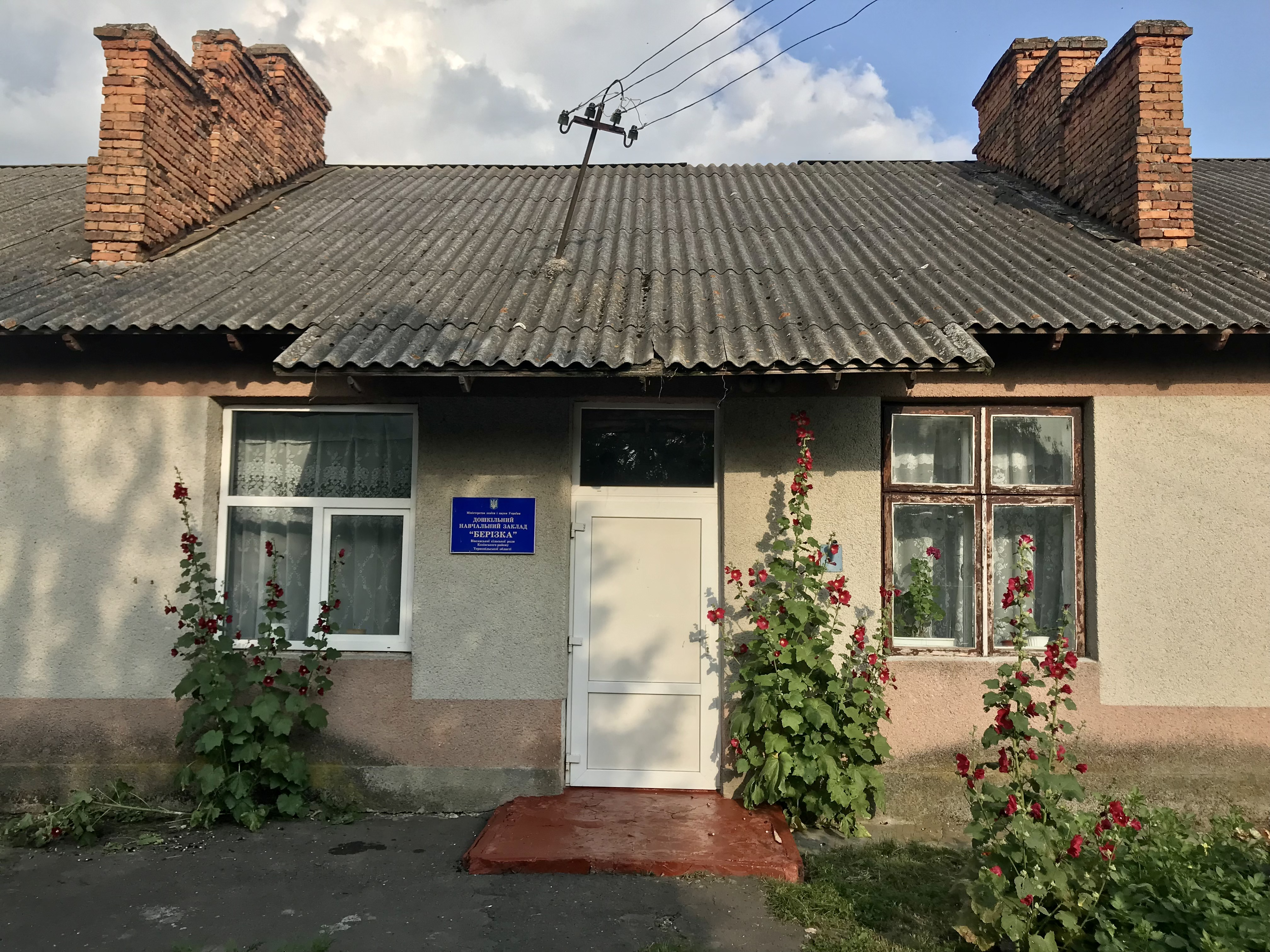
Дитячий садок «Берізка»

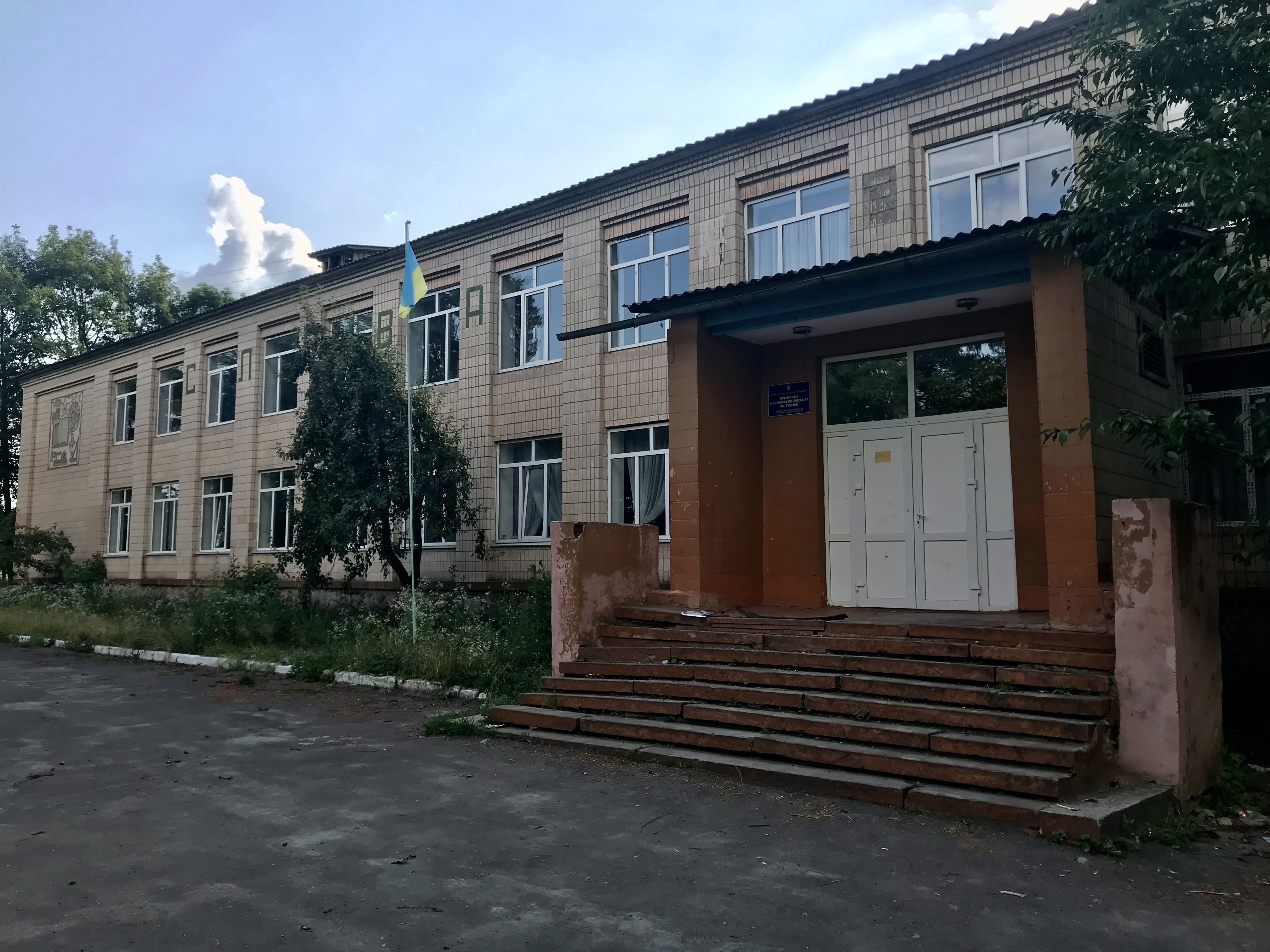
Школа села Вівся

У селі діють дошкільний навчальний заклад «Берізка», директор — Дичко Надія Тимофіївна та загальноосвітня школа І–II ступенів, директор — Кузів Ігор Романович. У 1986 р. було збудоване та введено в експлуатацію приміщення типової восьмирічної школи на 45 приміщень та 9 класів в загальному на для 192 учнів. У шкільному році 2019—2020 у школі працювало 22 працівники та навчались 82 учні. Навчальна інфраструктура села розвивалася працівниками педагогічної та технічної галузей. Школу Вівся очолювали:
- 1939—1941 рр. — Саєнко Василь Феофанович;
- 1944—1950 рр. — Гнатина Іван Якович;
- 1950—1954 рр. — Бурченя Дмитро Юхимович;
- 1954—1955 рр. — Фордзюн Іван Степанович;
- 1955—1956 рр. — Мельник Андрій Кіндратович;
- 1956—1958 рр. — Чаплянська Ольга Василівна;
- 1958—1961 рр. — Дячун Петро Семенович;
- 1961—1967 рр. — Корбило Іван Прокопович;
- 1967—1972 рр. — Дарморост Василь Варфоломійович;
- 1972—1973 рр. — Корбило Іван Прокопович;
- 1973 р. — Рубленко Григорій Кузьмович;
- 1973 р. — Здеб Філіпіна Іванівна;
- 1973—1977 рр. — Гуриш Лев Якович;
- 1977 р. — Дунаєвський Юліан Петрович;
- 1977—1978 рр. — Шимонович Євген Омелянович;
- 1978—1996 рр. — Павлишин Ганна Петрівна;
- 1996 р. по н. ч. — Кузів Ігор Романович.

Школярі Вівся мають можливість відвідувати басейн в селищі Козова.

## Спорт
У 2020 р. після п'яти років перерви у Вівсі відновив діяльність ФК «Вівся». У 2021 р. футбольна команда села Вівся взяла участь у турнірі Козівської селищної громади з мініфутболу, котрий відбувся на стадіоні в Козові. На полі за звання кращих змагалися команди із восьми старостинських округів: команда сіл Ценів, Бишки; команда сіл Дибще, Козівка, Потік; футболісти команди сіл Вибудів, Вимислівка; команда села Вівся; команда з Теофіпілки та Вікторівки; команда сіл Городище, Горби, Млинці; команда сіл Олесине, Геленки, Уритва; команда сіл Кальне, Щепанів. Турнір був присвячений 30-тій річниці відновлення Незалежності України.

## Транспорт
Вівся з'єднане з Козовою двосмуговою автодорогою з твердим покриттям номер С200803 довжиною 8,8 км. З іншими навколишніми селами Вівся з'єднане польовими дорогами без твердого покриття. З Вівсі до Козови щодня о 07:50 курсує автобус (крім сб, нд), щовівторка о 12:30 та щоп'ятниці та щонеділі о 16:30. Найближча залізнична станція — Козова, звідки дизельним поїздом можна доїхати до Тернополя та Ходорова Львівської області. У селі діє пересувне відділення поштового зв'язку Укрпошти.
Через поля на північ від села проходить повітряна лінія електропередач 330 кВ від Бурштинської ТЕС до підстанції «Тернопільська» — лінія «Бурштин — Тернопіль», введена в експлуатацію 1966 р.
Найближчі летовища: Міжнародний аеропорт «Тернопіль» (IATA: TNL, ICAO: UKLT) — 56 км, Міжнародний аеропорт «Івано-Франківськ» (IATA: IFO, ICAO: UKLI) — 122 км, Міжнародний аеропорт «Львів» імені Данила Галицького (IATA: LWO, ICAO: UKLL) — 124 км, Міжнародний аеропорт «Чернівці» (IATA: CWC, ICAO: UKLN) — 204 км.

## Відомі люди
У селі народилися:
- Лев Бабій (1927—2010) — громадський діяч;
- Здеб Василь Вікторович (2001—2023) — лейтенант Збройних сил України, учасник російсько-української війни.
- Лев Мельник (1953р.н.)— різьбяр і педагог;
- Оксана Гладій (Мазурик) (1963 р. н.) — тележурналіст, член Національної Спілки журналістів України, керівник відділу виробництва тематичного та національного контенту філії ПАТ «НСТУ» «Запорізька регіональна дирекція». Раніше — завідувач відділу художнього мовлення на Запорізькій обласній державній телерадіокомпанії[94];
- Павло Бемко (1898—1962) — культурно-освітній діяч, меценат;
- Йосиф Осадца (1950 р. н.) — музикант, диригент;
- Іван Терлюк (1964 р.н.) — педагог, історик, науковець;
- Петро Терлюк (1935—2003) — літератор.
- Михайло Кельман (1954 р.н.) — український правник, науковець.
- Ігор Зощук (1962 р.н.) — український господарник.
- Матвіїв Микола (1957-2015) — економіст.
- Гілярій Кіналь(1902-1981) — професор.

Проживали, перебували:
- Степан Бандера — голова ОУН.
- Володимир Бемко — український правник, військовик, громадський діяч
- Лев Лепкий — український поет, прозаїк, журналіст, редактор, композитор, художник.
- Богдан Лепкий -український поет, прозаїк, літературознавець, критик, перекладач, видавець, публіцист, громадсько-культурний діяч, художник.
- Роман Купчинський -український письменник, журналіст, композитор, критик, громадський діяч.
- Іван Іванець — український художник, редактор, видавець, фотограф.
- Ґец Лев Львович — український графік і живописець, педагог, громадський діяч.
- Франко Петро Іванович — український педагог, письменник, науковець-хімік.
- Коссак Григорій Йосипович — український військовий і громадський діяч, командант УСС, полковник, Начальний командант УГА.
- Дудинський Роман — український військовик, сотник Легіону Українських січових стрільців, отаман (майор) Української галицької армії.
- Ілля Фецак  — громадський і політичний діяч.
- о. Михайло Глібовицький — український греко-католицький священник, громадський діяч. Дід (по матері), братів Лепких.
- о. Йосип Вітошинський — український греко-католицький священник, диригент, громадсько-освітній діяч.
- о.Тимотей Бурдуляк — український письменник, священник УГКЦ, просвітянський та громадський діяч.
- о.Андрій Пшеп'юрський — священник УГКЦ, капелан Українських січових стрільців (УСС).
- о.Лев Полевий — руський (український) греко-католицький священник, громадський діяч.
- Архієпископ Сиверин Титус Моравський — львівський латинський архиєпископ.
- Кардинал і митрополи́т Михайло Левицький — предстоятель Української греко-католицької церкви.
- Кардинал і митрополи́т Сильвестр (Сембратович) — предстоятель Української греко-католицької церкви.
- Блаженний Никита (Будка) — Єпископ-помічник Львівської архієпархії.
- Єпископ Михайло (Колтун) — Єпископ Зборівський.
- митрополит Василь (Семенюк) — Архієпископ і Митрополит Тернопільсько-Зборівський УГКЦ.

Померли:
- Володимир Якубовський («Бондаренко») (1915—1947) — курінний УПА, шеф штабу ВО-3 «Лисоня».

## У художніх творах
Василь Шкляр у романі «Троща» декілька раз згадує село Вівся:
|  | ...Його накрили біля села Вівся разом із Рисем, Ліщиною, Вірою та Остапом... |

|  | ...Місько подумав, що його розшукує хтось із районових референтів — День або Орлик, котрі після падіння криївки біля Вівся не давалися чути... |

|  | ...Ми з Сірком його заспокоювали, запевняли, що він усе зробив правильно, адже тепер ми знаємо достеменно, хто всипав трощу, хто всипав провідника Шаха на Драгоманівці, хто здав командира Бондаренка біля села Вівся... |

|  | ...Тільки чутки доходять їдна страшніша за другу. Біля Соснова впала криївка, пострілялися хлопці. Біля Вівся, на Драгоманівці, у Маловодах те саме... |

## Галерея

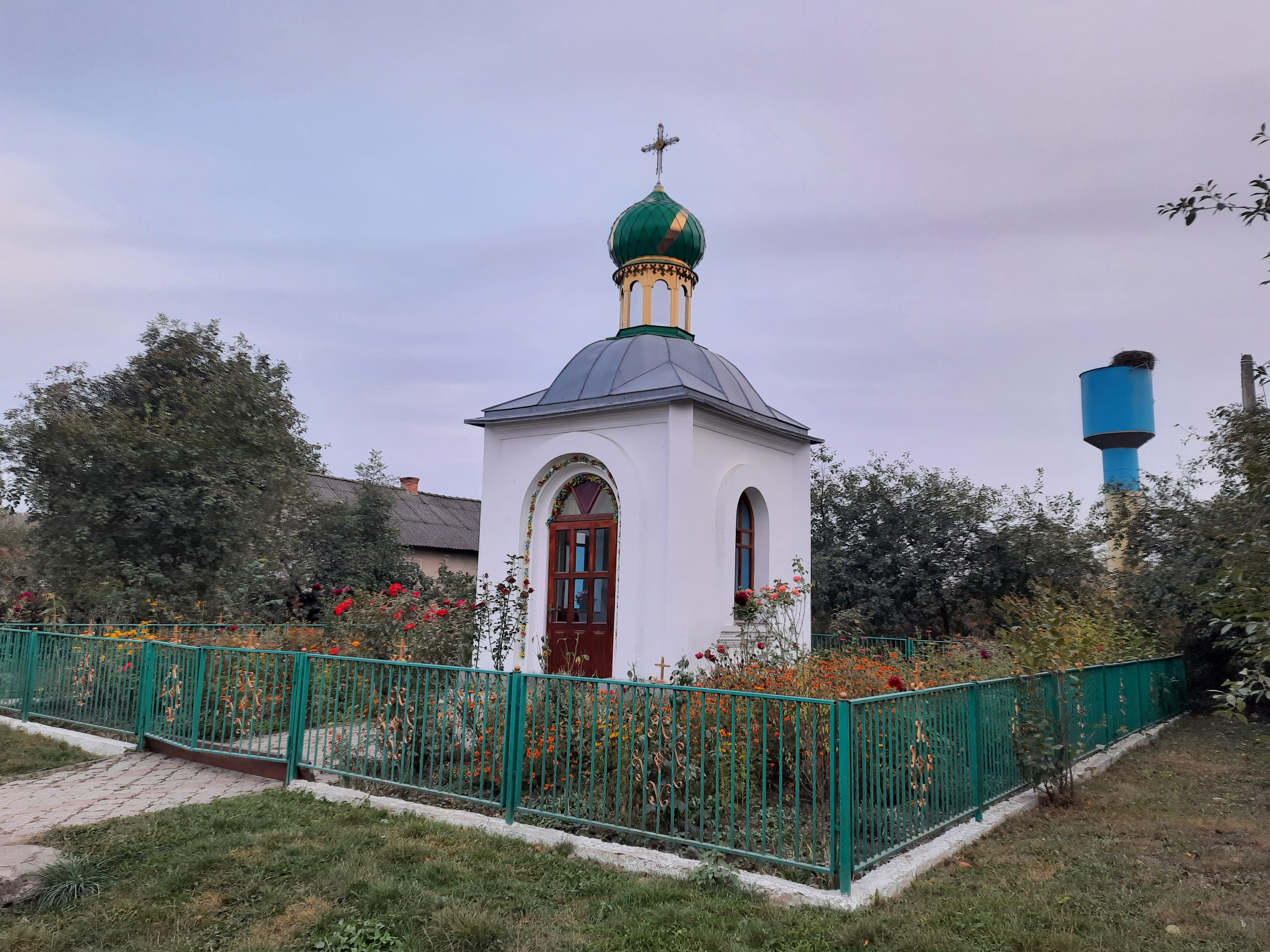
Капличка
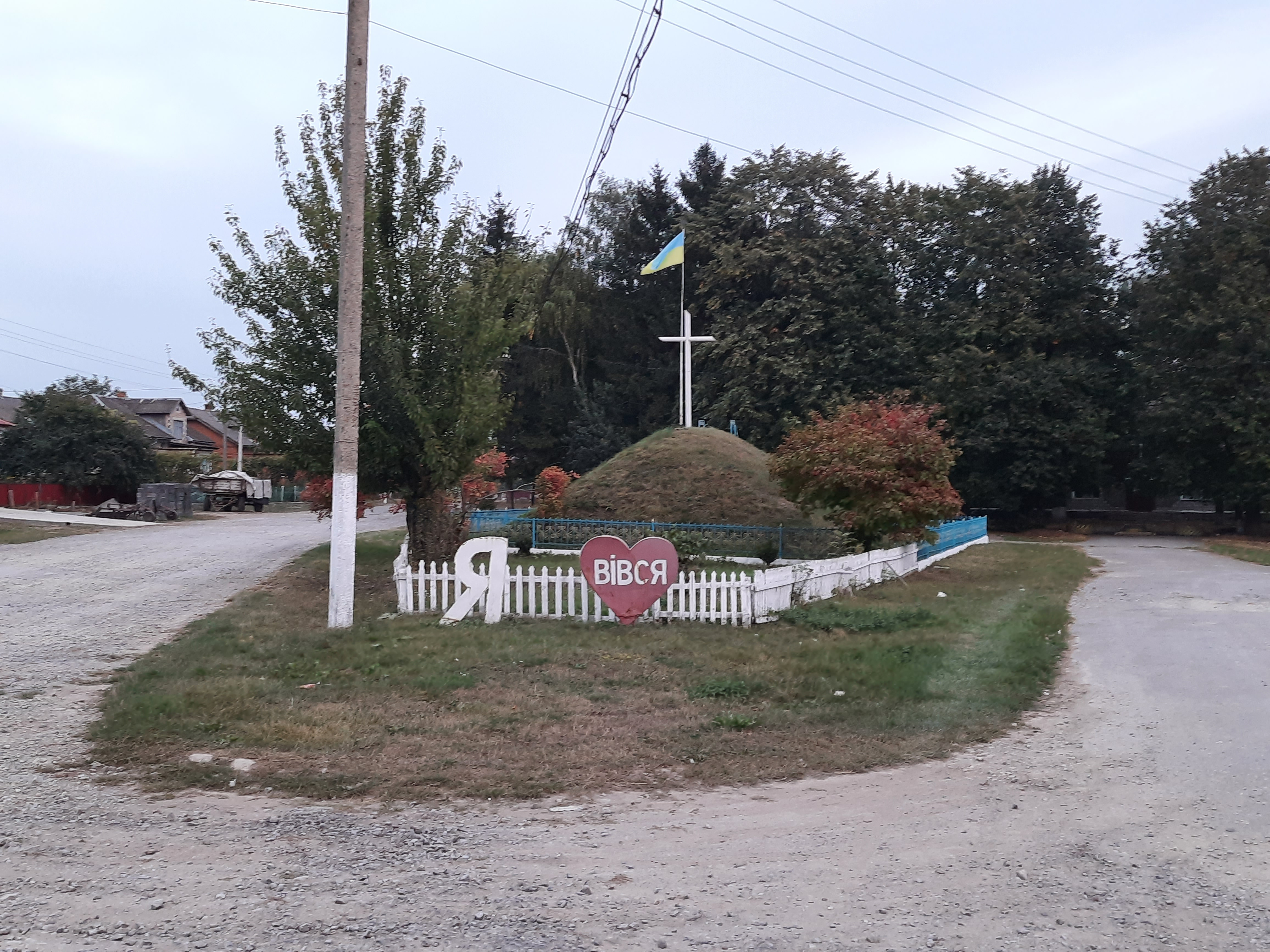
Символічна могила Борцям за волю України
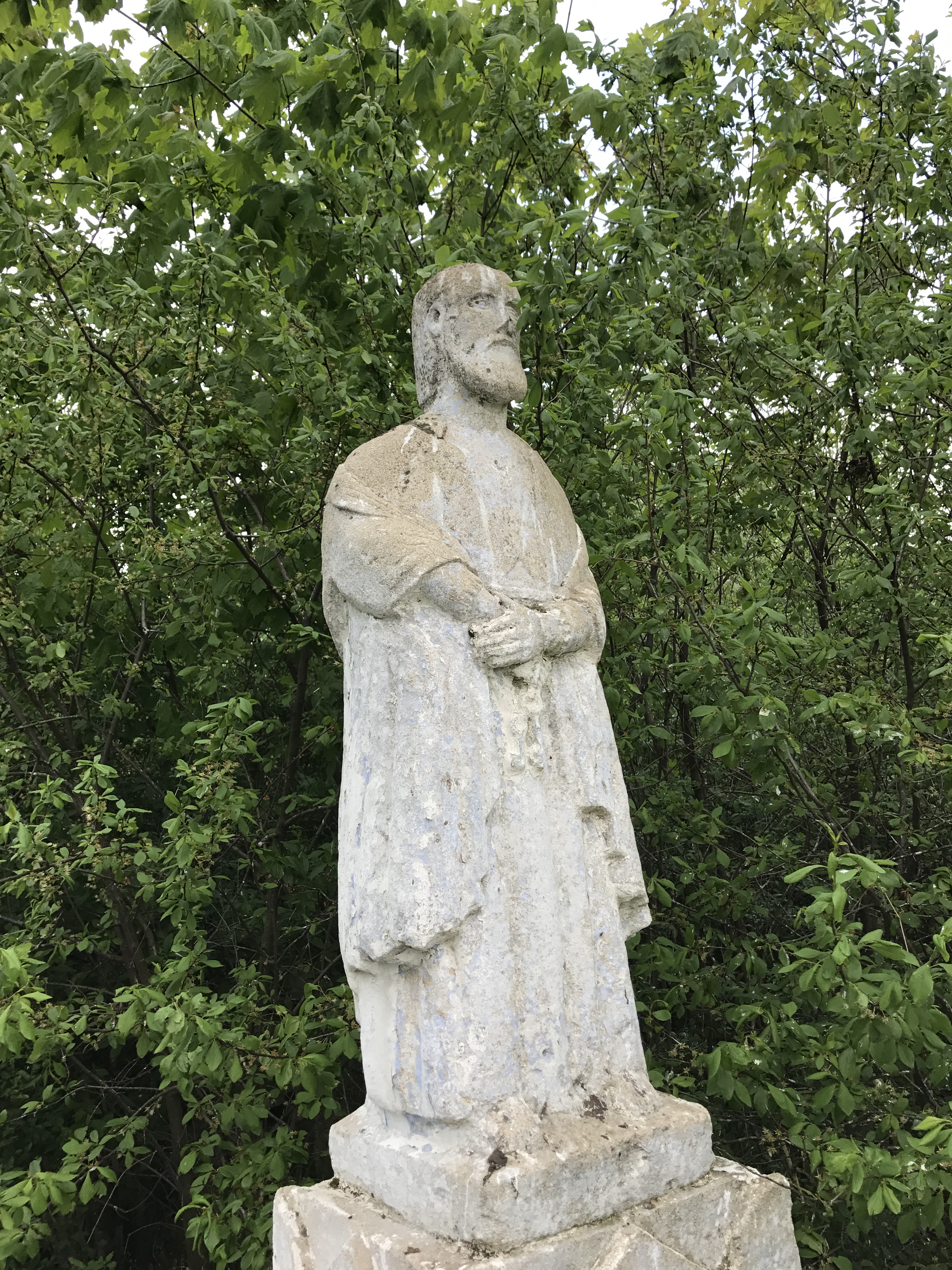
Пам'ятник на старому цвинтарі
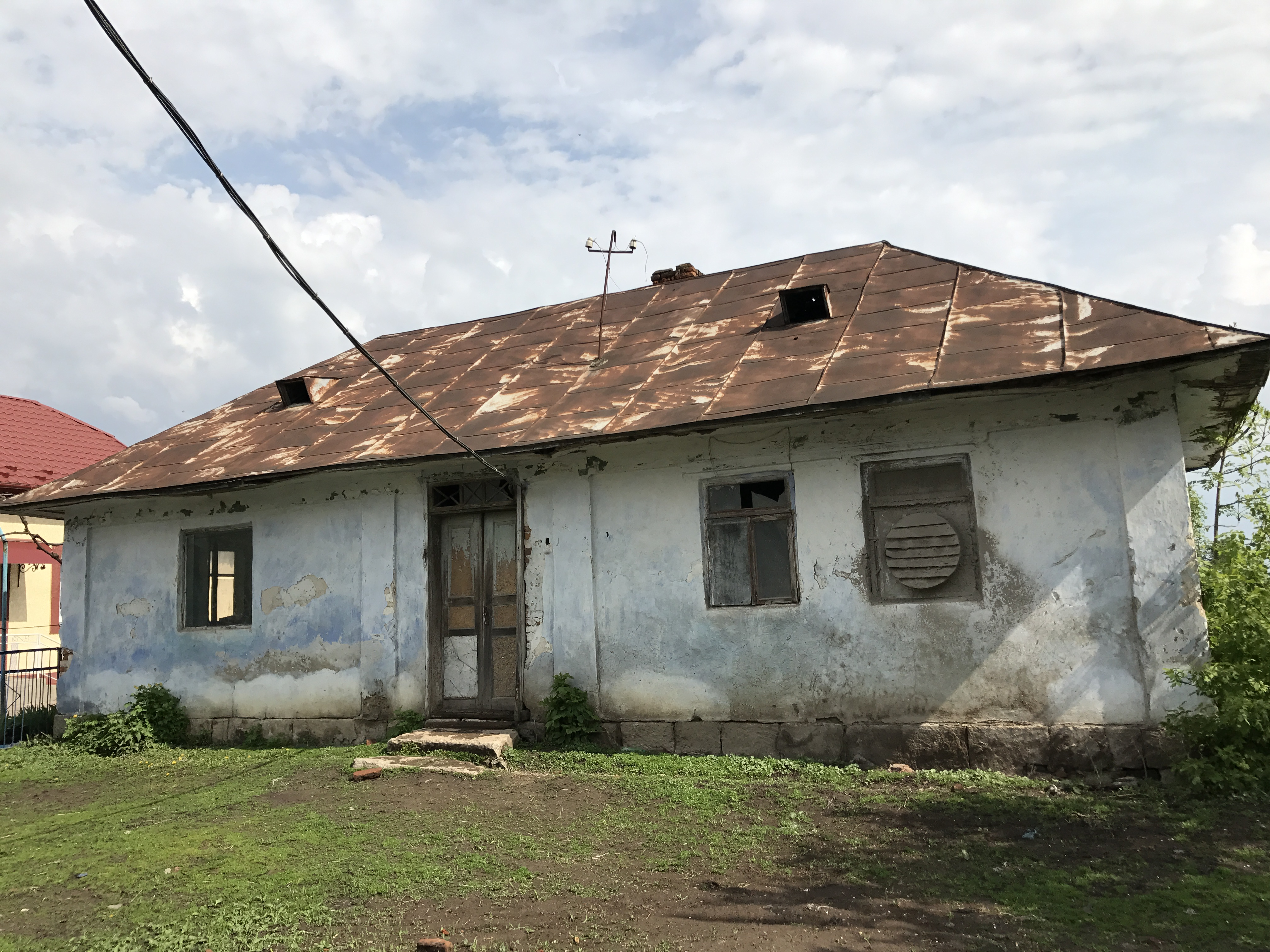
Старий млин в колишньому житловому будинку, 2017 р.
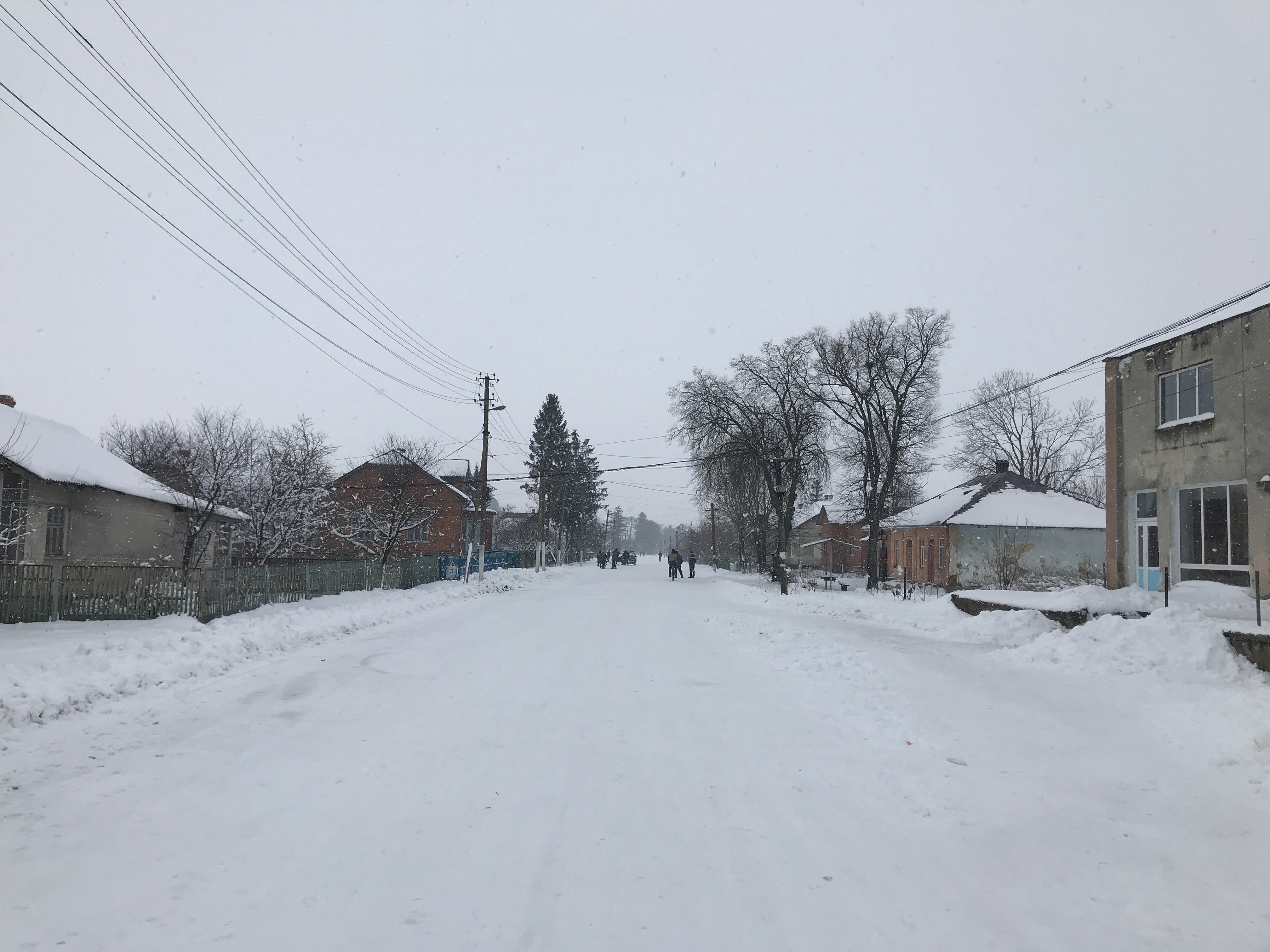
Вівся взимку
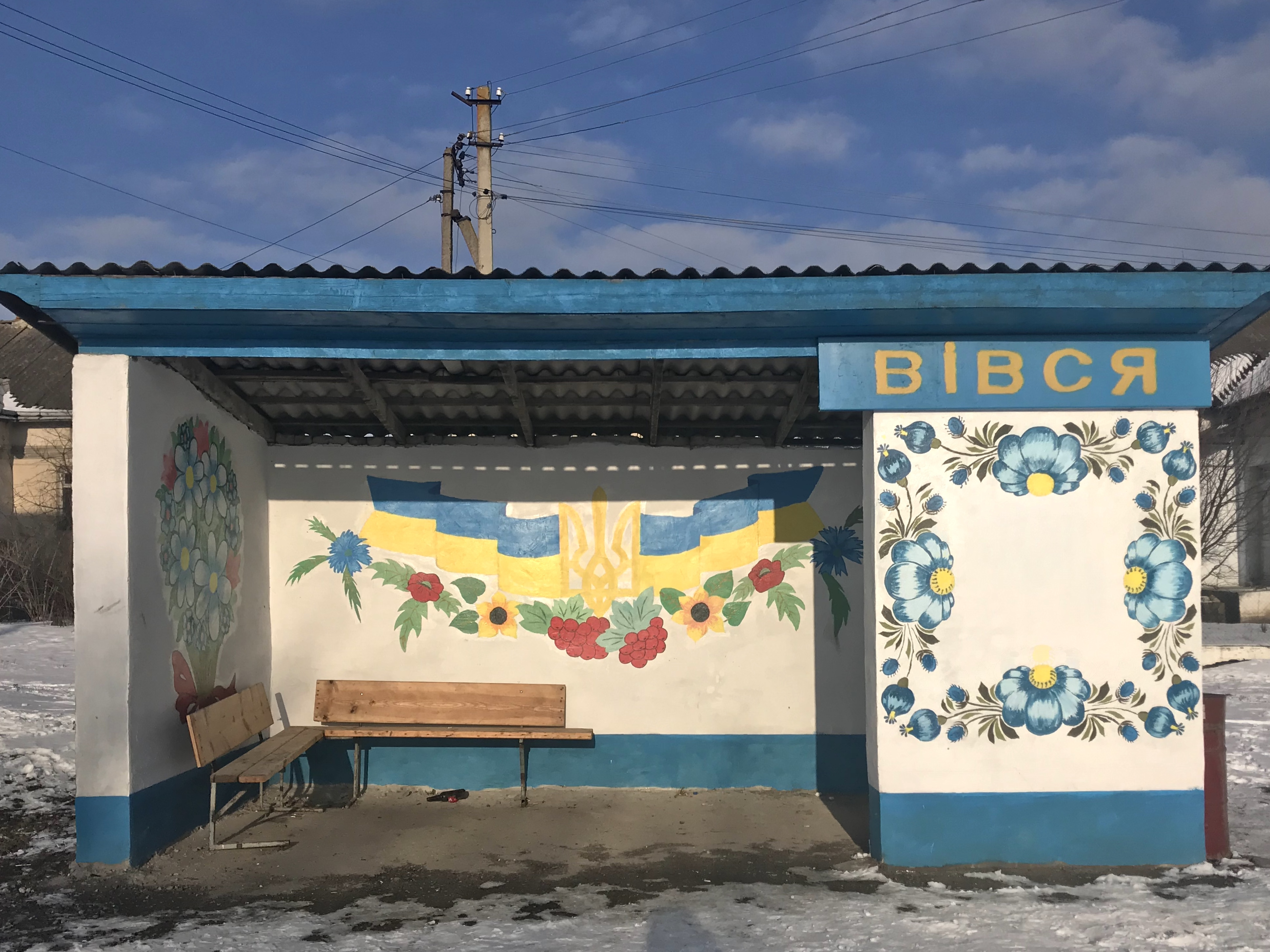
Зупинка транспорту
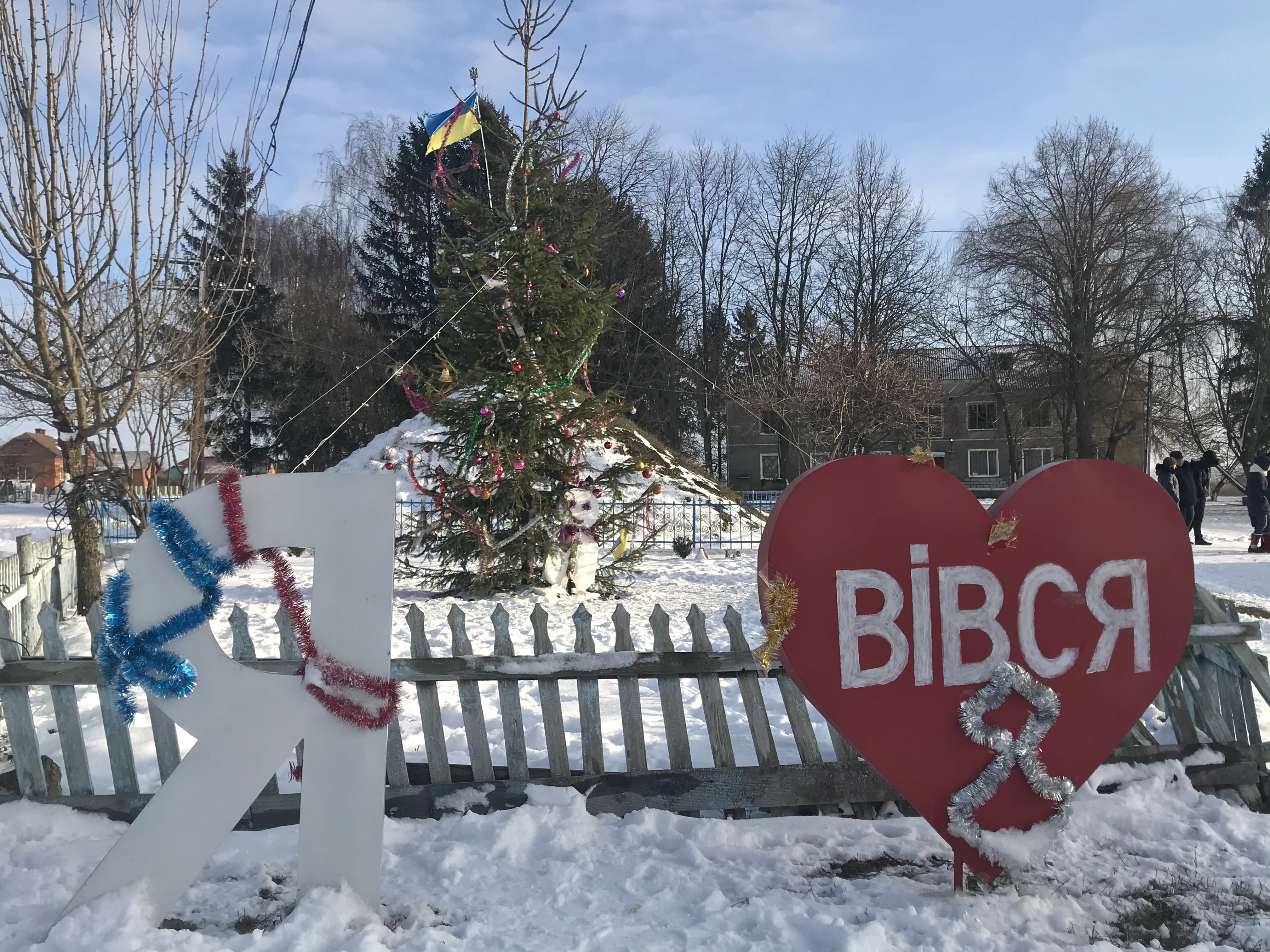
Святкові декорації